# とっても! ラッキーマンの登場人物
とっても! ラッキーマンの登場人物（とっても ラッキーマンのとうじょうじんぶつ）は、ガモウひろし作の少年向けヒーローギャグ漫画、およびそのアニメ作品『とっても!ラッキーマン』に登場する架空の人物の一覧である。
アニメ版に登場する人物に関しては、名前のあと（一部の人物は解説文中）に担当声優の名前を記載した。

## ヒーロー

### ヒーロー協会
ヒーロー協会によって、平和を守るヒーローとして認定された宇宙人。よっちゃん編にてヒーロー星が壊滅した影響でヒーローの再選が必要となり、その後開催されたH-1グランプリによって新たに以下の16人が選出された。
ラッキーマン / 追手内洋一（）
声 - 田中真弓（タイトルコールも兼任）
本作の主人公。

努力マン（） / 杉田努力（）
声 - 千葉繁
三本柱マンの3人の息子の三男。ラッキーマンに挑戦すべく地球にやってきたが、彼に敗れ弟子入りする。

スーパースターマン / 目立たがる（）
声 - 岩永哲哉
初登場は第3話。もともとは普通の地球人で、洋一の同級生であり日本一目立ちたがる初登場時中学1年生の少年。目立三兄妹の長男。その目立つことへの執念は読心マシンで心を読んだ世直しマンも「目立ちたい!」の気持ちしか読めず、あまりに強い思いのため（見開きのページの半分が吹き出しになるほど）思わず驚いてしまったほどである。キザだが女の子にはもてない。家は貧乏で家族には弟と妹、そして手作りのダミーの翼をつけた馬の「ペガサス」がいる。弟妹のことはとても大切に思っており、2人を養うために万引きをしていたことがあるのでスリの能力に関しては高い。その力は、本能的に頭で考えるより先に体が動くほど身に染みついており、自分でも知らないうちにスリを働いているため、心を読む能力すら通用しないほど。話が進むごとに家だけは豪華になっていく。
アニメでは「10年間借金取りから逃げ続けひっそりと暮らしていた」と語られており、「人前に出る時は目立ちたい、派手にしたい」という思いが「世界一目立ちたい中学生を生み出した」とモノローグで語っている。
格好が付かないことが嫌いで、ラッキーマンや努力マンより目立つために、違法なヒーロー製作所に頼んで人体改造を受けスーパースターマンとなる。変身は「目立ータイ!」の掛け声とともに変身用の蝶ネクタイ「目立タイ（めだちタイ）」を装着することで行う。しかし、戦闘能力は一切強化されていないため非常に弱く、普通星人はおろか地球人のタクシー運転手にも倒されるくらいである。ビームの類は発射できず、空を飛ぶこともできない。唯一の武器である「スーパースターカッター」という星型の武器はたいへん鋭い切れ味を持っているが、重くてまともに扱えないという厄介なもの。これは後の秘密特訓である程度克服してはいるが、それでも原作最終話では意図せず洋一を殺してしまった。
幼少の頃からの極貧生活とヒーローになるための改造の影響により、細胞ひとつが1回で64個に分裂するようになり、たとえ跡形もなく消滅させられても細胞のひとつでも無事ならば瞬時に復活できるという不死身の体を持つ。ただし「立ち直りが異常に早い」だけであり、更に自分勝手な行動のために危険な場所や技の最初の犠牲者になる場合が多く、戦力としては全く役に立っていない。当然、ヒーローの一員として加わることなど実力的に不可能なのだが、会長に対して粘り強くまとわりついた末に、ヒーロー認定証を手に入れ、16人のヒーローたちの1人に加わることを成し遂げる。また、彼の行動はストーリーの展開を良くも悪くも一転させることが多い。
連載中自力で勝ったことはほとんどない。他のヒーローが倒した宇宙人を自分が倒したように振る舞うなど、ただ目立つことと手柄を独り占めすることしか考えない小悪党じみたキャラで、観客がいないという理由で一気に戦う気をなくしたこともある。当初は、偶然とはいえ、それなりに活躍もしていたが、中盤以降は完全に役立たずになる。しかし、全3回行なった人気投票では必ず上位に入り、読者人気は高い。涙もろいところがあり、悲しい過去の回想シーンなどでは必ず大泣きしていた。
努力マンとは信念の違いから折り合いが悪いが、仲の良い一面もある。会長とは名コンビで天才マンによると読者受けもいいと言う。聖・ラマンに惚れているが本人からは煙たがられている。
一生に1度だけ、怒りによって「ホットスパー・スターマン オン ファイヤー」になることができるが、背中の「目立」が「日立」に変わり、体が炎に包まれるだけで、特に何も起きず、ほんの数秒で解除される。この際にナショナルの歌が流る（会長は「もしかしてナショナルキッドになるのか?」と呟いたが、「古過ぎる」と突っ込まれている) 。
序盤はラッキーマンのラッキーによって偶然発生した攻撃を自分の技のように技名を言っていた。

勝利マン（） / 磯野勝利（）
声 - 森川智之
本名「ニイタカヤマノボル」。初登場は第37話。努力マンと友情マンの兄で、3兄弟の長男。宇宙一負けず嫌いなヒーロー。体の色は緑で、眉はVictoryのVの字になっており、頭の上には表彰台があり、その1位の上には「勝利（かつとし）くん」という人形（詳細は後述）が乗っている。肘や膝に描かれているのは「勝つ」に掛けた鰹など。背中の文字が浮かび上がる場所は凶器入れにもなっており、様々な道具が入っている。必殺技は「キャベツ・チカ・カツカム」、「ビクトリービーム」など。
作品全体を通してみても素手での戦闘でも非常に強いが、とにかく負けが嫌いで、負けるくらいならばどんな卑怯な手を使ってでも勝つことに専念している。初期は不正を行ったり、自身が用意した審判に自分の勝ちだと言わせるなどその手口が余りにも卑怯で、矮小な人物という印象もあったが、指レンジャー戦に差し掛かって次第にサディスティックで冷徹な強さを表していくと同時に、ヒーローとして、そして平和のためには（どんな手を使ってでも）絶対に戦いに勝たなければならないという非情な現実を体現する人物として描かれており、逆恨みで世直しマンに唆されて悪の道を選んだ天才マンを軽蔑したこともある。
自分が勝つためには試合が始まる前に不意打ちなど、どんな手段でも使うが相手の卑怯な手段にもある程度寛容。単に卑怯なだけでなく、敵ごと爆弾で吹っ飛ぶなど、自分の身を顧みない手段を使い、周囲には戦闘能力以上にその勝利への執念が評価されている。傲慢な言動を取り、傍若無人な振る舞いだが弟たちのことは大切に思っている。かつて努力マンにまともな特訓をさせなかったり、戦いの際に栓抜きを渡して反則負けにしてヒーローから遠ざけたのも、努力マンをヒーローとして戦死した父・三本柱マンの二の舞にさせたくなかったという母との約束 があったからで、長年努力マンを戦わせなかった。本気でヒーローを目指していた努力マンの人生を変えてしまったことには罪悪感を感じていたが、再会後も真実を決して打ち明けようとはせず、憎まれたまま死ぬ覚悟も持っていた。努力マンが戦いで傷つくことは自身の敗北以上に恐れており、パワーマン・鋼鉄マン戦で劣勢に追い込まれても交代を拒んだことで、兄を死なせたくない努力マンの苛立ちが高まると、友情マンは努力マンに真相を打ち明け、勝利マンの本心を伝えて和解に繋げた。ヒーロー協会では幹部の座におり、一時期副会長の座を狙ったこともあったようだが世直しマンとの戦いを繰り広げているうちにそんな気はなくなったらしい。
好物はトンカツで、朝からカツ丼やカツサンドなどトンカツを使った料理ばかり食べている（食べる時の音も「カツカツ」）。かつては餃子が好きだったが、幼い頃の努力マンに作らせた恐ろしいほど不味い餃子を、弟の面目のために無理して1ヶ月間毎日大量に食べたことで死に掛けたトラウマから嫌いになってしまっている。そのため、関取マンとの餃子早食い対決では負けを覚悟していた。天才マンをライバル視しているが、中盤以降からは良き相棒といった関係になっている。
大宇宙統一トーナメントの直前、「何か」からの光を浴び洗脳されてしまう。だが、努力マンとの絆である「センヌキ」がきっかけで元に戻る。本人は操られたふりと周囲に主張したが、内心では「お前がいなかったら負けていたかもしれない」と、努力マンの存在に感謝している。
地球で暮らすため「磯野勝利」という人間の姿になる。人間の姿の時はツンツン立った赤い髪と両肩・両膝に施された本来の姿を思わせるデザインの刺繍が特徴。本人は「磯野カ○オじゃなくて良かったな！」と叫んでいる。自分で作った宇宙一美味いトンカツを耳に貼り付けることにより変身する。通っている洋一と同じ中学では天才マン（生月天才）に並んでモテモテ。常に勝利を収め続けているため、勝利したことに関してはクールと思いきや、スーパースターマンの愛馬ペガサスを無理矢理競馬で1等にして配当金を一人占めした際には誰もいなくなったところで嬉しさのあまり小躍りしだしたことがある。

友情マン（） / 厚井友情（）
声 - 伊倉一寿
本名「ハラダ友ヨ」。初登場は第37話。3兄弟の次男で、努力マンの兄、勝利マンの弟である。体の色はピンク、顔はハートの形で、頭の上には太陽をバックにした「手を取り合う2つの人の姿」があり、体のあちこちに「友情（ともさか）ちゃん」を初めとするたくさんの小宇宙人がのっている。宇宙一友達の多いヒーロー。基本的に友達となったヒーローの力を借りて敵と戦うため、戦闘要員としての活躍は3兄弟の中では一番少ない。しかし、本気になれば努力マンと同等以上の威力の蹴りも放てるなど、彼自身の戦闘力は極めて高い。勝利マンに「天才マン以外に決着が付いていないもう1人のヒーロー」として認識されている。
友情を大切にしていると語るが、単に利用しているとも思え、友達になることを拒んだ相手には容赦ない作戦（総勢200人ものヒーローの友達を嗾ける。本人曰く「見せしめ」）で行くところを見ると、かなり腹黒い一面もあって、「偽りの友情野郎」などと呼ばれている。しかし、自分達を助けるために故障した飛田速男くんを飲まず喰わずで修理するなどの面もあり「まんざら偽りの友情野郎でもない」とも評される。
心を鬼にすると顔のハートが変形して角の生えた鬼のような顔になり、胸の文字は「情熱」になる。この状態での戦闘力は大幅に上昇し、攻撃するときは相手の痛みを分かるために、相手にナイフを渡して自分が攻撃した箇所を刺すよう促し、真の友情を教えようとする。なお胸の字はその後「熱血」→「血生」→「生一本」→「本気」→「気合」→「合体」と変化し、それぞれの文字によって技を出す。
必殺技は「太陽光線」、「情熱キック」、「血生チョップ」、「本気パンチ」など。
地球で暮らすため「厚井友情」という人間の姿になる。人間の姿の時は真ん中分けにしたピンク色の髪が特徴。友達のメイク等により変身する。
個性豊かな兄弟の中では一番普通な感じの常識人。
三本柱マンJr.（）
三本柱マン（後述）の息子である勝利マン・友情マン・努力マンの3人が「三本の柱」で合体することによって誕生するヒーロー。父親と同程度に成長した3人が合体しているため、その実力は父親の約3倍にもなる。スーパースターマンは、彼の名前を呼ぶとき毎回間違えて呼んでいた。必殺技は3つの役割を果たす「三本の矢」、「三本波」など。よっちゃん戦、さっちゃん戦で活躍。非常に無口で、何を言おうとしているかは会長にしかわからない が、会長の解釈も少々あやふや。

天才マン（） / 生月天才（）
声 - 関智一
サイボーグ009のような髪形をしているヒーロー。作中で屈指の美形ヒーローであり、八重歯が特徴。初登場時は頭身の高い姿だったが、直後に漫画の世界観に合わせて体型を変えた（本人曰く「天才だからできる」）。女性からは当然モテており、それに対しては「すべての女性は自分のために存在し、自分はすべての女性のために存在する」と述べ、特定の女性に鼻の下を伸ばしたりはせずクールに決めている。しかし、人並みにスケベではあるらしく、ラマンとにやけたオヤジマンの野球拳対決の際には、思い切り顔を崩して興奮し、周囲に十二分に同調していたなど、紙一重の部分も持ち合わせている。美醜の観念が表宇宙と正反対になる裏宇宙においても、彼だけは醜男とはならず美形として女性たちの心を鷲掴みにしていた。
ヒーロー認定第1号の優れたヒーローであったが、300年前によっちゃん（世直しマン）の策略によってヒーロー認定証を元祖ラッキーマンに拾われてしまい、その責任を問われてヒーローの身分を事実上剥奪され、会長からも認定証を探し出すように厳命され、見つけられなければ破門を宣告されてしまう。そして、屋台で泥酔していた所によっちゃんこと世直しマンが現われ、会長に恨みを持つ者同士として結託し、「お手手戦隊指レンジャー」のリーダー「親指グンジョー色」としてラッキーマンと対決する。最初はラッキーマンを軽く気絶させて手早く勝利しようとしたが、そのラッキーマンこそが自分の認定証を持って行った犯人だと気付き、我を忘れるほどの怒りで鬼の形相と化した。すぐに冷静さは取り戻したが怒りは収まらず、ラッキーマンを笑い死にと溺死を組み合わせた最も苦しい死に方で殺そうとする。しかしあと一歩の所でラッキーで逆転され、今まで攻撃を喰らったことやピンチになったことがなかったことも裏目に出て、ピンチに陥った瞬間錯乱してしまい敗れる。そしてラッキーマンの説得（当然これもラッキーだが）でヒーローとして復帰。
天才ゆえか戦闘能力もヒーロー協会トップクラスで、シリアスな戦闘シーンでは勝利マン、努力マンと共に中心になることがほとんど。「天才だから」という理由で、凄く都合のいい技が思いつきで使える。必殺技は「カッ」（額の三日月状のパーツから光を放つ技、原作ではグレードアップ版の「ピカッ」もある）。肉弾戦の戦闘シーンはほとんど描写されていないが、世直しマンとの初対決では努力マンの眼を以ってして「光の速度のパンチ」を放っている。しかし、（心を読まれていたとはいえ）世直しマンにはまるで歯が立たず、あっさり倒されてしまった。このため努力マンからは「スーパースターマンと同じで見掛け倒しなんじゃ……」と実力を怪しまれている。「ふっ」が口癖で、ギャグセンスは皆無である（天才にしか理解できず、天才マンだけ崩れ顔で大笑いする）。天才だが演技は苦手らしく、昔は「劇団ほへと」に通っていたらしい。
指レンジャー時代のことを触れられると（＝親指グンジョーの名で呼ばれると）凄まじい形相になるが、元同僚のスピードマンには兄貴と慕われている。さっちゃん編以後は、直接の戦闘よりも後方支援のサポートに回ることの方が多くなった。他のヒーローたちが真意を読めない行動をした際に、天才ゆえにその意図はお見通しという態度で達観していることが多い。しかし、その答えをあとで確認するので紙に書いて封をしておくよう求められた際に、その中身には「ふっ」の文字のみ書いていたことなど、相当に胡散臭い部分も多い。
大宇宙統一トーナメントの直前、勝利マンとともに洗脳されたが、勝利マンが正気に戻ると同時に正気に戻った（勝利マン同様、操られたフリをしただけと発言していた）。
地球で暮らすため「生月天才」という人間の姿になる（周囲には一目瞭然でバレている）。円周率を言い続けるなどの天才ぶりを発揮することにより変身する。

世直しマン（）
声 - 茶風林
本名「世直志（よなおし）」。通称「よっちゃん」。鎧で身を固めた非力星出身の宇宙人。300万年前強盗星人に家族を皆殺しにされ、その際に自身も無数の傷を負い、消えることのないその傷は常に恨みと嘆きの声を上げるようになった。それを隠すため200万年前に鎧を着けて復讐のために体を鍛えぬき、強盗星人に復讐した後は家族を殺した悪人と同類の輩を倒して回るようになる。102万年前に三本柱マンと出会い、超ウルトラ必殺スペシャルマンと共に宇宙の悪を制圧し、ヒーローとして活躍する。しかし、自分の力を驕っており、自分中心に物事を考えるため、段々と周りの人望をなくしていく。
100万年前ヒーロー神によりヒーロー協会が設立され、その際、会長選出することになり、世直しマンは「実力からいって、自分が会長になる」と思い込む。しかし、その会長には人望の厚い超ウルトラ必殺スペシャルマンが選ばれ、自分の人望のなさをヒーロー神に指摘された世直しマンは、反逆の末に投獄されてしまう。
ヒーロー神の牢で過ごした90万年の間に全とっかえマンと出会ったのち脱獄、ヒーロー神を殺害し（正確にはヒーロー神は世直しマンの更生を試みるために殺されたフリをした）、宇宙征服に乗り出しヒーロー協会を全滅させた。お手手戦隊指レンジャーが敗れた後は正体を明かし決闘星で、天才マンと努力マンを倒すが、復活したヒーロー達に苦戦を強いられる。奥の手として「よなおし波」を使い決闘星を爆破させ地球へ侵略、地球人を奴隷として秘密基地を建設させる。
最終的にはプラチナラッキーマンと戦い、勝てないと悟ったため宇宙船へ逃げこみ、故郷でさらなる力をつけようとするが、ラッキーマンによりロケットは太陽へ向かい接着剤で足を固められ逃げられなくなる。最終的に宇宙一強くない自分では宇宙を支配する資格はないと、ラッキーマンに宇宙を平和にすることを託し、ロケットから突き落として脱出させ、太陽で燃え尽きることを決心する（全身の傷はその際に全て消えていった）。その後ヒーロー神に助けられ改心し、のちに味方のヒーロー「世直しマンSZG（スーパーゼットグレート）」となる。現在はこの際に負った火傷痕を隠すために鎧を着用している。復活後は鎧にSZGの紋様が追加されているが、実はただのシールである。
改心してからは、三本柱マンが単身裏宇宙に行って戦死した際に、その場にいなかったことを悔いていた。また、ヒーロー協会会長との友情も復活させ、再会した際に泣きながら抱き合っていた。三本柱マン以上の実力者だが、味方についてからは活躍する場面はあまりなかった。また、自分も同じ目にあったために、ラッキーマンが状況次第で裏切ることをよく理解している。必殺技は「世直し波（周囲を吹き飛ばすタイプと直線に光線を放つタイプがあり、文字を治すだけの字直し波もある）」、目から出す怪光線「ピッ」などで、移動技として「こっちからあっち瞬間移動（正確には物体や空間などを超越するわけでなくあくまで高速で移動するもので、長距離は移動できず、途中に壁があればはじかれる）」もある。バリアを張って天才マンの「ピカッ」を跳ね返したこともある。
みっちゃんと結婚しようとしたことがある、ラマンの好意の対象が自分になるかもしれないと思った時は「オヤジチャーンス」と狙う気満々だったりするなど、助平な好々爺としての面も持つ。
アニメ版では世直しマンの非力星時代の話は描かれず、ヒーロー神は未登場で会長選出も投票で決まり、そのことを逆恨みして悪の道を進むようになった。最終回にてヒーロー全員の攻撃を一斉に受け重傷を負うも、世直し波でヒーロー達を吹き飛ばした後、「宇宙征服の野望を捨てたわけではない」という言葉を残し、その場からは撤退して物語が終了し、ラストのお別れのシーンでも仮の姿で登場していた。

スピードマン→パシリ1号
声 - 岡野浩介
よっちゃんの手下「お手手戦隊指レンジャー」の1人「小指グリーン」。スーパースターマンに勝利し、勝利マンにもスピードを生かして戦うが、勝利マンの頭の回転の方が速かったためまったく通用せず敗れる。その様子を見た観客は「もう死んでる」と言っていたが実際は生きており（勝利マンも再会時に「こいつだけ殺していなかった」と発言している）、後にH-1グランプリに参戦。よっちゃんに洗脳されていたことと、本来は正義のヒーローを目指していたことを明かし、16人のヒーローの1人となる。
名前の通り素早く、一瞬で相手の持ち物を変えられるほど。しかし、一匹狼マンにスピード勝負で敗れたことで「スピードマンを名乗っておいてスピードで負けるとは何事だ」と咎められ、以降、パシリにはもってこいだからという理由で「パシリ1号」に改名させられた。ヒーローになってからも指レンジャー時に仲間だった天才マンを「兄貴」と、世直しマンを「ボス」と呼ぶことがある。奥の手として、スピードマン・ターボになれる。スペードマンのトランプ占いを受けて（悪い予想とは知らずに）真っ先に突っ込んでひどい目にあうことが多い。16ヒーローの中では実力は未熟な部類で、怯えて逃げ出すなど情けない姿が多く、スーパースターマンの加入前は16人中15位とラッキーマンに称される が、天才マン曰く「まだ成長期にある」らしい。必殺技は、そのスピード生かした分身攻撃「アタック28」。

一匹狼マン（いっぴきおおかみマン）
産まれながらの天涯孤独のヒーロー（物心ついた頃には生活に必要なものと、「誰も信じずに1人で生きろ」と書かれた父親からの手紙とともに捨てられていた）。昔一度、元祖ラッキーマンらしき人物に助けられた（そして見捨てられた）ことがある。他人との交流を拒むヒーローであったが、心を鬼にした友情マンとの戦いの後、彼とだけは親しくなる。ただし、他のヒーローに対して仲間意識がないわけではなく、救世主マンを爆弾の爆発から脱出させるためにスピードマンと共に助けたことがある（この時、「俺に触れるなガル　　あっおれから触れたのか」とツッコミを入れている）。友情マン以外ではスピードマンと関わることが多く、対戦した時はスピード勝負で行うと示し合わせるなど一目置いているようである。スピードマンより素早く、努力マンは実力は（勝利マンには及ばないが）高いと評した。普段は友情マンの後ろに目と影だけで存在し、単独での出番は少ない。初登場のときには狼男のような体に、狼少年や三匹の子豚といった、狼に関係のあるものがいろいろとついていた。

聖・ラマン（）
16ヒーローの紅一点で、セーラー服タイプのコスチュームを纏った美少女。女性だと「ヒロイン」になってしまうとの理由で、H-1グランプリには女性であることを隠すために弟のポパイが作った船のハリボテを着て「セーラーマン」と名乗り出場した。ラッキーマンと戦った際にハリボテが壊れてしまい正体がバレたが、その後会長から正式にヒーローの1人として認められた。その後、ラッキーマンと再戦するも、彼のラッキーに敗北。しかしヒーローとして認められたため、敗れながらも自身は満足気であった。性格は真面目で、愛を語らせたら彼女にかなう者はいないという（天才マン談）。ただしスーパースターマンに対しては全キャラ中一番容赦ない。また、貧しい家庭環境で育ったことも一因して流行に疎く、今時の女子高生が当然やっていることを全く知らない。スーパースターマンや救世主マンに惚れられているが、本人は勝利マンに思いを寄せている（ただし勝利マンは女に興味が無いため片思いであり、ある機会に勝利マンはラマンの恋心を察して悪寒した場面も）。スーパースターマンのことは煙たがっているが、救世主マンに関しては（身を挺して命を助けてくれたこともあり）満更でも無い様子。
腕につけている錨のアクセサリーは両親の漁船の錨であり、本物。そのため、これを外すと素早さが飛躍的に上昇する。履いているブーツも元は父の股引を母が作り変えたもので、初登場時はこのブーツをソックスにしてローファーを履いていたが、すぐに脱いだ（本人はブーツではなくそもそも靴下であるともとれる発言をしている）。
両耳の煙突から撃たれる「ドッゴーン」は天才マンの「カッ」にもびくともしない金属、ガンジョーダXを破壊するほどの威力を誇り、実力も高い。しかし以降はガンジョーダXの硬さを軽く超える物質が次々と登場したためにそのインパクトも薄れ、もっぱらドッゴーンはスーパースターマンに向けて撃たれることが多くなっていった。
通称「ラマンちゃん」。好きな芸能人は山城新伍。耳の部分のみ読者デザイン。身につけているセーラー服のスカートは非常に短いが、その中身を見たのは、作中ではラッキーマン・努力マン・善良教師マン・救世主マンの4人。その内の前3人の反応（救世主マンは体力回復のためなのでリアクションはない）から見て、この世のものとは思えぬほどの美しいものが隠れていると思われるが、連載当時の巻末コメントで作者は「ラマンちゃんのスカートの中身は募集しません」と述べていた。
3度目の人気投票では女性キャラの中で一番高い順位であった。

修正マン（）
修正液で敵を消したり、怪我を治すことができるヒーロー。必殺技は相手の性格を正反対にしてしまう「性格修正インク」だが、対象者の精神などに影響を受けるようで、勝利への強い意思を持つ勝利マンには通用せず、ズバリマンに使用した際には効果はあったものの後に精神的に強い衝撃を受けた際に元の性格に戻ってしまっている。勝利マンからは実力よりもその修正能力を評価されており、さっちゃん編以降、治療要員として重宝されている。ただし救世主マンの救世手や洗脳された勝利マンの記憶など治せないものも結構多い。度々スーパースターマンやスピードマンの治療をしており、修正液が勿体ないなどと愚痴ることもある。性格修正インクをインチキと断定したズバリマンに性格修正インクを使ったり、自分を侮辱したスーパースターマンを消そうとしたりするなど短気な面がある。

救世主マン（）
ブラックホールの向こうにある「裏宇宙」からやってきたヒーロー。ブラックホールを自由に操る「救世手」をもつ。ブラックホールを使ったワープ能力を持ち、後に移動の手段としても頼られることになるが、救世手を負傷したり（前述通り修正マンの修正液でも治療できず、曰く回復手段は自然治癒のみで99日間掛かるらしい）体力がない状態だとブラックホールを出せない。最初は裏宇宙の人々を人質にとられ、サミット16世に仕方なく従っていたが、途中で正真正銘の仲間となった。先代の王・サミット15世によると「救世手」は代々裏宇宙の王のみが持っているもので、なぜどこからともなく現れた彼が「救世手」を持っていたか疑問視していた（この点は最後まで明かされなかった）。実は初めて見た時から聖・ラマンに惚れており、「（ラマンと）結婚するのは私だ」と内心呟いたり、ラマンが勝利した際にはスーパースターマンと一緒に「やったぜマイハニー!」と喜んでいた。割と冗談が洒落になっていない（玩具になっていたスーパースターマンをいきなり吸い込んだりする。ただし、放り出したスーパースターマンは元の姿に戻っていた）。16ヒーローの中では実力は高く、H-1グランプリでは努力マンを難なく破り、大宇宙編でも会長から主力の1人と見なされていた。後に登場した強敵に敵わないこともあったが、その熱い戦いぶりが人気を博し第3回人気投票では5位にランクインするという大健闘を見せた。必殺技は右手による掌打「救世拳」。

男のロ・マン（）
全身白づくめのヒーロー。元々は色の付いた外見だったが、とある星でプリンセス・フランソワーズ（後述）に一目ぼれしラブレターを送るも、彼女が一向に現れず、そのまま10年間待ち続けて色褪せてしまった。その後、彼女に認められるような男になるべくH-1グランプリに参加した。彼なりの「男のロマン」が存在するらしく、常にパイプをくわえ、ワイングラスを持っている。天才マンによればスーパースターマンを除くヒーロー達の中では実力は最下位で、「他のヒーローとは実力が月とスッポン」「努力しても最下位のまま」などと酷評されていた。裏宇宙編ではさっちゃんに真っ先に消され、2番目に消されたのがスーパースターマンだったことから他のヒーローから弱い順に消されているのではと推測されるなど、一応正式なヒーローにもかかわらず扱いはスーパースターマンと変わらない。「男の六マン」という6人（6マン）に分身できる技を持つが、胸のマークでバレバレ（左から1マン、2マンと書かれていて一番右が6マン（浪漫））であるためあまり役に立たない。しかし、終盤で武道マン!?相手に胸のマークの弱点を張り紙で隠し欺くことで引き分けに持ち込むという大活躍をすることになる。コミックス14巻は、ガモウの希望で「ロマン」単独の真っ白の表紙となったが、ロゴや作者の名前がカラーだったことがガモウの心残りであった。そこで、文庫本の8巻では、コミックス14巻表紙「ロマン」と同じポーズの人形の写真とともに、ロゴと作者名まで真白の仕上がりとなっている。

トップマン
貧乏な星・第7トップ星の運命を背負った希望のヒーロー。H-1グランプリ初戦にて勝利マンに敗れたことで一時はヒーローになる権利を逸したが、その後のルール変更によって16人の1人に残り正式なヒーローとなった。実力と素質は勝利マンからも認められていることからそれなりに強いはずなのだが、活躍の機会には恵まれず、地味で仲間からも忘れられることもあるが決してめげたりしない。改めて行われたH-1グランプリではナイスマンに手も足も出ずに敗れるなど、16ヒーローの中では未熟な実力の様子。さっちゃん戦では1人だけ部屋の外に締め出され、黄桜やみっちゃん達の部屋で休憩を挟みつつ扉を叩いていた（このためにヒーローたちは「NAI NAI 16」を使えなかった）。

ナイスマン
「宇宙一のナイスガイ」を自認するヒーロー。派手な格好で、頭飾りとしてスイスの国旗やナイフ、座椅子などが付いている。指を指して「ナイス」と言うのが口癖。カスタネットを片手にダンスを取り入れた華麗な技を得意としている。飄々と見られがちだがH-1グランプリにてトップマンを軽く一蹴してのける実力を持っている。H-1グランプリから登場したヒーローの中では本格的に試合が描かれたのが最も遅く、しかも他のヒーローと違って、よっちゃん編以前から登場している既存のヒーローとの因縁を生じるような機会もなかった。ほぼ唯一の見せ場だったトップマン戦も危なげなく圧勝に終わったこともあり、キャラクター背景を覗い知ることのできるドラマ描写はほとんど存在しない。しかしトップマンに影が薄いというキャラ設定ができたこともあり、作中では特に影が薄いような扱いはされていない。以降は活躍の機会こそ恵まれなかったが、「ナイス」というツッコミ要員としての地位を確保し、背景のいたる所にその姿を見せるようになる。大宇宙トーナメント編のトーナメント1回戦開始前に何者かの攻撃を受け瀕死の重傷を負ってしまったが、トーナメント3回戦目に入るといつのまにか全快していた。

スペードマン
トランプについては絶対のプライドがあるヒーロー（その執念と友情マンと互角の体力を勝利マンは評価している）。友情マンにババ抜きで勝負を挑み、負けるたびに「今のは練習」と言い張り、延々と勝負を続けた（友情マンの方はラッキーマンが側にいるため、運勝負のババ抜きでは絶対に負けない）。何日も飲まず食わずで勝負を続け、その姿は当初は大して興味を向けなかった観客やヒーロー達の心を掴み、勝負終盤には会場は大盛り上がりとなった。最終的に勝負を通じてスペードマンとの友情が芽生えた友情マンが勝ちを譲ったことで緊張の糸が切れ、力尽きて敗退する（ただし、勝ちを譲ったのは友情マンの嘘で、勝ったと油断して気を失うことを見越した作戦。引かせたカードもジョーカーだった）。
戦闘面ではこれといった活躍が無く、以降はもっぱら占い要員となるが、自身はあまり運がない。そのためスピードマン、男のロ・マン、スーパースターマンと並んでネタでやられることが多い。必殺技は巨大なトランプから発射するビーム（名称不明）。初登場時には剣を持っていて、マントのような物を付けていたが、友情マンとトランプ勝負をするときにはなくなっていた。16ヒーローの中では人気投票で最下位で、第5小宇宙との野球勝負でのメンバー選出の際には、会長が意図的に選出を避けていたスーパースターマンを除くとただ1人触れられることが無かった。

### その他のヒーロー
ヒーロー協会会長（） / 超ウルトラ必殺スペシャルマン（）
声 - 笹岡繁蔵（アニメ8話のみ）→八奈見乗児
ヒーローの認定をする権限を持つヒーロー協会の会長。実力は大したことない割に名前だけは無駄にカッコいい（スーパースターマンより目立っていると言われている）。古い友人などからは「超ちゃん」と呼ばれる。
初登場時は吹き出しで顔が隠されていたが、再登場時に、目、鼻、口が「エ、ラ、イ」の文字で構成された非常にシンプルの顔が公表された（少年の頃は目、鼻、口が「フ、ツ、ウ」の文字で構成されている）。この顔は、漫画内では、初登場時にラッキーマンの背中に書かれていた「会長の顔募集」という文字をみた読者からの応募作品であるとされている。しかし、実際はガモウ自身が考えたデザインであるという。
戦闘力自体は低くスーパースターマンと大差ない様子で、当初は殺し屋の影に怯える情けないオヤジにも見えた。しかし年齢は500万歳以上と非常に長生きで豊富な人生経験を持ち、次第に聡明な人格者の顔も見せるようになる。もとより皆からの信頼は厚く、その人望から会長に選ばれている。また、奇抜なポーズから「ヒーローパワー」を発し、他のヒーローをパワーアップさせることができるため、その点でもヒーロー協会に不可欠な存在である。ヒーロー復帰を渋る天才マンを殴り倒した「会長パンチ」という技を披露した他、スーパースターマンとはいがみ合いながらも名コンビである。
なお、悪の一味には会長の知り合いが多いため（世直しマン、天才マン、勘ピュー太マンなど）、「テメーがいなけりゃ宇宙は平和なんじゃねーの!?」（スーパースターマン）との声もあり、本人も自覚気味。秘書であるひしょ香に甘い。妻子持ち。
原作では「会長」の名札を付けていたが、アニメではその文字が胸に大きく書かれている、という風に変更された（会長になる前の回想シーンではそれぞれ「『超ちゃん』の名札」「胸に『超』の文字」となっている）。
また、大宇宙編では、彼が少年時代に野球少年であったことが明かされた。

ラッキーワン / 名犬ラッキー
声 - 桜井敏治
初登場は第4話。追手内家の飼い犬にして日本一ついていない犬「ラッキー」が変身用らっきょを食べてヒーローとなったもの（正式なヒーローではない）。ラッキーマンと同じく運の良さだけで戦うが、犬ならではの鋭い嗅覚なども使う。外見は犬版ラッキーマンと言える風貌。体の色はオレンジ色で、額の湯飲みの代わりに骨の立った茶碗がついている。腹部の文字は「名犬」。耳はレトリーバー犬のような大きく垂れた耳で、変身するとラッキーマン同様の福耳っぽい形になる。普段はただの犬だが、変身すると二足歩行し人語も話せるようになる。実は読み切りの頃から登場している。主人同様お調子者なところがあり、運動会マンとの勝負も油断して負けているなどラッキーもラッキーマンに劣る様子。もともとは富豪の家に生まれたがそこの娘に嫌われて捨てられ、野良犬となっていた。そして野犬狩りに遭い保健所へ運ばれる途中、洋一の不幸に巻き込まれたおかげで保健所の車から脱出に成功、洋一に恩義を感じるようになる。その後洋一が落とした変身用らっきょを偶然拾って食べたことで変身し、恩義に報いるべくラッキーマンのピンチに駆けつけ恩返しを果たした。それがきっかけで追手内家の飼い犬となり「ラッキー」と名づけられた。
活躍は序盤のみで、努力マンの登場を境に出番が激減し、よっちゃん編のラストの群衆に紛れているのが確認されて以降、大宇宙編が終わるまで登場しなかった。

三本柱マン（）
声 - 茶風林
勝利マン・友情マン・努力マンの父である勝利・友情・努力を兼ね備えた伝説のヒーロー。会長や世直しマンとは古い友人であり、「三ちゃん」と呼ばれていた。500年前の裏宇宙からの侵攻に対し、単身裏宇宙に乗り込み、自身の命と引き換えにさっちゃんの救世手を封じる。外見は「V字眉」、「ハート型の目元」、「額の血の汗」を合わせた顔をしている。アニメ版ではリアルかつマッチョに描かれており、倒されるときのイメージシーンで一言だけ声を発した。

ヒーロー星のヒーロー
声 - 垣内克彦（ソーメンライダー）
アニメオリジナルのヒーローとして、フグトラマン、ソーメンライダー、セーラームンムンZの3名が第36話に登場。ヒーロー星を訪れたスーパースターマンを不審者だと思い攻撃を仕掛けるが、直後攻めてきた指レンジャーの襲撃に巻き込まれて倒れてしまった。

## 地球人

### 追手内家
追手内止郎（）
声 - 緒方賢一
洋一の父。初登場のとき48歳。洋一からは「パパ」と呼ばれる。“なっ大きい賞”作家だが、その栄光だけで生きている。超がつく愛妻家で妻の伊八代にデレデレで昔の日記によると出会う前に夢の中で伊八代とデートとし、予知夢のように結婚や洋一が生まれる夢を見たらしく初対面でプロポーズし、あっさり承諾された。普段は情けないが妻への愛は本物であり、伊八代が危険な目に遭わされたときは鬼人の如き強さでおっかけマンを倒し、洋一から見直された。好きな食べ物はママの作ったもの、納豆（ママの次に好き）、信条は「ママ命」、好きな洗剤は「ママレモン」。息子の洋一の不幸を直すため、色々するがむしろ返って不幸をもたらしている。

追手内伊八代（）
声 - 渡辺美佐
洋一の母。初登場のとき30歳。洋一からは「ママ」と呼ばれる。結婚する前は、伝説の人気アイドルの松本伊八代（まつもと いやよ）として活躍していた。15歳のときに止郎が原作の映画作品の主役に抜擢され、そのまま止郎と駆け落ちしたという。夫とは現在もラブラブだが、夫の好物である納豆が嫌いなため、そのことで喧嘩をすることはある。息子のことは「洋ちゃん」と呼んでいる。今でもアイドルとして通用するほど美人。おっとりしているようでかなり毒舌家で夫と共にいつも洋一の不幸体質をなんとかしようとしては逆に悲惨な目に遭わせている。
- 止郎・伊八代ともにアニメでは、ルーティンギャグの要素を増やすために冒頭に登場するなど登場回数が増えている。

追手内やあ菜（）
洋一の妹。いつのまにか誕生、作中では手と足しか登場していない。洋一もその存在を知らなかった。

### 目立家
目立拓内（）
声 - 喜田あゆみ
目立三兄妹の次男で真千子の兄。初登場時8歳。長兄・たがるのことをとても信頼している。登場時は妹と共にバラの内職をしていることが多い。
兄のスーパースターマンが弱い癖に目立つことしか考えていないことが原因で悪ガキ（声 - 高乃麗、渡辺美佐）からいじめられていたが、ガンマン星人を倒したことでスーパースターマンを見直した悪ガキと和解する。

目立真千子（）
声 - 氷上恭子
目立三兄妹の末妹。初登場時5歳。拓内と同じく長兄・たがるを信頼している。
よっちゃん編では、形勢不利と見たパワーマンによって人質にされたが、ラッキーマンのラッキーと勝利マン&努力マンの連携によって救い出された。
- 氷上恭子は「初めて自主的に欲を出し"こうしよう、ああしよう"と演じ始めた」役と語っている。

ペガサス
声 - 茶風林
目立家が飼っている白馬。たがる手作りのダミーの翼を付けており、いつも登校時に騎乗されている。
自惚れ屋でお調子者のたがるのことは内心バカにしているが、拓内や真千子のことは感心しており、彼らの内職で稼いだお金で人参を買ってもらった時には泣いていた。

### 洋一のクラスメイト
奇麗田見代（）
声 - 松井菜桜子
洋一の同級生。愛称「みっちゃん」。日本一美しい女子中学生で洋一の憧れの的で片想い。しかし彼女の方は、様々な洋一の不幸に巻き込まれたことから、洋一のことを蛇蝎のごとく忌み嫌っており、場合によっては存在そのものを否定したり、彼を殺害しようとするなど冷酷かつ残酷さも見せるなど洋一の主な不幸の要因。身長150cm、体重30kg。バスト80cm、ウエスト60cm、ヒップ86cm。第1話は大人しい美少女という設定だったが性格や行動は次第に傍若無人で高飛車ぶりが目立ってくる、今まで以上に洋一を嫌ったり、ラッキーマン以外のヒーローが活躍すると野次を飛ばすなどひどくなっていき、終盤では容姿以外かなり問題のあるキャラクターになっていく、いわゆる性格ブス。努力マン同様、ラッキーマンのことは宇宙一強いヒーローと思い込んでおり、「ラッキー様」と好意を持って憧れており、彼の前の時だけ猫を被っている。ラッキーマンを侮辱した人物には悪態をつく。ラッキーマンが爆弾マンに殺されたと思い込んだ時には号泣していた。一度天才マンに惚れて乗り替えようとし、すぐラッキーマンに乗り換えてです代に制裁を受けた。その美貌のせいか、作中では何度も宇宙人にさらわれている。一度世直しマンに誤って殺されかけたことがある。また、頭があまり良くないらしい。ラマンやひしょ香など他の女性キャラクターのことは良く思っていないらしい。1980年11月5日生まれ。下着はTバック愛用（アニメでは普通の白パンツ）。
アニメオリジナルストーリーでは彼女そっくりのシンデレラや江戸時代で彼女に似た町娘が出るがいずれも本性は最悪でシンデレラは最初こそ清楚に振舞ったがおやじマンがすり替えた偽者の靴を履かされた時は本性を表し、洋一が盗んだと決めつけ、暴力を振るい、努力からも「性格の悪いシンデレラですね」と皮肉られ、王子とは結ばれずに終わった。町娘のほうは洋一には容赦なかったがラッキーマンには猫をかぶっている。

不細工です代（）
声 - 高乃麗
洋一の同級生で、日本一不細工な女子中学生であるが本人は自覚していない。洋一が見代に渡すつもりのラブレターが、不注意によりです代に渡してしまったことにより、洋一を好きになった。洋一のもう一つ不幸の要因だが洋一を慕う数少ない人物である。身長170cm、体重70kg。バスト100cm、ウエスト100cm、ヒップ100cm、と日本の女子平均より大柄と見られるが、実は埼玉県の3分の2、日本の5分の1を所有する良家のお嬢様。成績優秀で、あらゆる芸術的才能に長けている。性格もいささか自信過剰気味で自らの醜さに気づかない所か世界一の美女だと思い込んでいる が、常識人であり、容姿と歪んだ美意識や並外れた怪力 以外は完璧であるといえる。物語の終盤では主にツッコミ役として確立されていた。一方で洋一絡みの見代のようにラッキーマンをただのラッキーなだけのお調子者と毛嫌っており、彼が死にそうになると喜んだり、彼に石をぶつけようとするなど見代と似た部分を持っている。1980年9月3日生まれ。
アニメ版では苗字は呼ばれず、キャストロールでも「です代」とクレジットされていた。
アニメオリジナルストーリーは彼女そっくりのシンデレラの姉のですレレラと先祖と思われる人物が出ており、先祖のほうは洋一に好意を抱き、ラッキーマンには毛嫌うなど性格は全く同じだがですレレラは性格こそ同じだが努力マンが正体をバラしたためか、ラッキーマンの時にも好意を抱いており、その後、本物の王子を見つけ、強引に結婚し、一人だけ幸せになった。
ブサイクゴン
後述のわき役星人の能力により、巨大な怪獣と化したです代の姿。身長50m、体重5万t、バスト・ウエスト・ヒップいずれも50mで、「スネ毛怪獣」「宇宙一醜い怪獣」の異名を持つ。目からどんな顔でも不細工にしてしまう「ブサイクビーム」（自身にも有効）という光線を放つが、その威力は広告の看板の顔まで変えてしまうほど。他にも触れた相手の手などを腐らせてしまうという能力を持つ（アニメでは「傷めつける」「腫れる」という抑えめの表現になった）。です代の理性も多少は残っており、洋一や彼のラブレターを見ると追い回し、わき役星人も制御不能になるくらいだった。
このストーリーでは珍しく巨大怪獣との戦いが描かれており、ラッキーマンも巨大化して対峙することとなった。手始めに防衛軍の戦闘機「ウルトラフォーク&ナイフ」を軽く叩き落とし、続けてラッキーマンのラッキーでも倒せず手詰まりに追い込む。しかし、わき役星人の円盤に乗っかったラブレターを取る勢いで円盤を破壊してしまい、彼らが全滅したため元の姿に戻った。結果的にラッキーマンが勝利したものの、元から相性最悪なためか、ラッキーマンから戦いたくない相手とまで言われ、ブサイクゴンは「直接的に倒せなかった」数少ない相手となり、ラッキーおやじメイツからも「粘っこい試合だったな」と言われ、幸運の星からも「今まで戦ったどの宇宙人より強い」とまで言われている。
アニメではコミカルでややおとなしめのデザインになっており、服の下に着ていた水着も原作では際どいデザインのビキニだったのが露出の低いものに変更された。

### その他の地球人
ラッキーおやじメイツ
ラッキーマンが登場する場所に現れる3人組で、場所も山奥から宇宙まで幅広く、ラッキーマン達からもどうやって来たかを指摘されたことがある。また多くの有名人が呼ばれたです代のコンサートにも呼ばれていた。さらにおとぎ話の世界や江戸時代にも彼らに似た人物や先祖と思われる人物が彼らの戦いを見物している。当初はアニメオリジナルのキャラクターだったが、後に原作にも登場した。名前も第31話からつけられたもので、登場当初のエンディングのキャストロールにはそのまま「八百屋」「ラーメン屋」「サラリーマン」とクレジットされていた。毎回、ラッキーマンの都合が良すぎるラッキーを楽しみにしており、その度、喜んだり、突っ込んだりしている。また他のヒーローがあっさり活躍するとつまらな過ぎると愚痴る。一方ですぐ調子に乗る彼に野次を飛ばしたり、皮肉を言うなどヒーローとしては敬愛しているわけではない。仕事をさぼってきており、見代から叱責されたこともある。
身仁育三（）
声 - 茶風林
八百屋。リーダー的な存在で誰よりも先に野次を飛ばすなど短気で皮肉屋。

屋治馬駄朗（）
声 - 緒方賢一
ラーメン屋。3人の中では他の2人を宥めたりするなど温厚な性格。

見学大（）
声 - 真殿光昭
サラリーマン。3人の中では最年少でよくラッキーマン達に理不尽な言いがかりを付けることが多い。

です代の両親
声 - 父：青森伸 / 母：巴菁子
芸術星人のエピソードに登場。顔がそっくりなため一目見ればです代の親だと分かる。です代を溺愛している。本名や年齢は不明。

鈴木（）
声 - 田原アルノ
借金トリマンのエピソードに登場した男性で下の名前は不明。かつては妻子持ちで会社を経営していたが不景気でうまくいかず、運悪く借金トリマンから借金をしてしまい法外な利息をふっかけられたことで会社の倒産と家族との離別に追い込まれ、絶望し飛び降り自殺を図るが、たまたま落下地点に洋一がいたため助かる。事情を知った洋一から貰った幸せを呼ぶペンダントの力を信じたことで借金トリマンの手から解放され、その後大金持ちになり家族とも再会することができた。

正義守（）
声 - 石田彰
アニメオリジナルのキャラクターで、爆弾マンのエピソードに登場した特撮のヒーロー「カッコマン」の役者。爆弾マンに衣装を奪われ縛られてトイレに監禁されてしまう。その後、変身するために来た洋一達に発見されるも、見られたら正体がばれるという理由から、縄を解かれないまま外に放り出されてしまい、放置されるなど散々な扱いをされる。

麻理亜（まりあ）
よっちゃん編終了後に登場した、女暴走族「レディース世苦死一阿漫怒（セクシイアマンド）」のリーダー。落書きやカツアゲなどの不良行為をしていたが、それを影で見ていた杉田努力から「とても優しく、影で努力をしている女性」だと勘違いされ惚れられる。その後、努力から（洋一が見代に渡す予定だった）ラブレターを渡されたことで恋仲になる。悪役宇宙人商会編にて、彼の正体が努力マンだと知った際には「彼氏が宇宙人なんてハクがつくって感じ」と喜んでいた。なお、麻理亜というのは族名で本名は（読者には）明かされなかったが、努力マン曰く「古風で日本的でおくゆかしいすばらしい名前」らしい（ラッキーマンは爆笑していた）。

## 大宇宙神・小宇宙神
大宇宙神
大宇宙を司る神。大宇宙編開始時点では既に故人となっている。当初風邪をこじらせて亡くなったとされていたが、実際は何者かに毒殺されており、その犯人は第10小宇宙神になりすました全とっかえマンの仕業であることが後に判明した。大宇宙編終了後にはラッキーマンが新たに大宇宙神の座を引き継いだ。
小宇宙神
小宇宙を司る神で、第1小宇宙神から第16小宇宙神まで存在する。第3小宇宙神を除いて皆人相が悪く、大宇宙神が亡くなった際には自分が次期大宇宙神となり他の小宇宙を征服することを考えていた。本項では主にストーリーに絡んだ小宇宙神を記載する。
ヒーロー神 / 第3小宇宙神
この宇宙（第3小宇宙）を創世し司る神。ヒーロー協会の創設者でもある。よっちゃん編の頃は素顔は不明で「募集中」と語られており、素顔が判明したのはさっちゃん編から。
当初は皿に小さな目玉と磯野波平の髪の毛のように1本のスパゲティがついたような顔だった（"Oh My God"と「オーマイスパゲティ」をかけていた）が、「不評だった」ということで、のちに普通の老人の顔（本人曰く「神っぽく」）になった。最初はラッキーマンから馬鹿にされていたが、終盤は「おじいちゃん」と慕われるようになる。相手の考えていることを読むことができる上に、ラッキーを一切無視してラッキーマンを「大凶」にしてしまったり、過去に反旗を翻した世直しマンを瞬殺するほどの強さを持つ。しかし、裏宇宙からの襲撃者にはあっさり追い回されたリと初登場時以外はあまりその強大な力は描写されなかった。
超ウルトラ必殺スペシャルマンの人徳を見込み、ヒーロー協会会長に任命したが、それを良しとしない世直しマンから反旗を翻されるも、あっさり気絶させて改心する見込みがあるまで牢に閉じ込める。よっちゃん編では脱獄した世直しマンに殺されて読心マシーンを奪われたと語られていたが、実際は生存していた。ラッキーマンとの戦いを通して自身の過ちに気付いた世直しマンが罪を償うために単独で太陽に突っ込む中で彼の前に現れ、脱獄できたのは自身の策であったことと「力だけが全てじゃないことを知ってほしかった」と胸の内を語り、世直しマンを救出。彼を改心させてヒーローに復帰するきっかけを作った。
100億年前に小宇宙を創世したが、争いが絶えない小宇宙に挫折し、自らの死をもって小宇宙を消そうと考える。しかし大宇宙神の3000年かけての教えを受け絶対に諦めないことを誓う。第10小宇宙神とともに大宇宙神から篤い信頼を受けており、「ビッグコスモスゴッドリング（大宇宙神指輪）」の片方を預かっていた。かつて元祖ラッキーマンを勧誘した際に、その指輪の片方をラッキーマンの頭の湯飲みにある茶柱に引っかけたことでなくしてしまい、それを隠していた。大宇宙統一トーナメント決勝戦で本物の第10小宇宙神が殺されていたことを知り、優勝後、大宇宙神の座をラッキーマンに譲渡 し、代わりにその遺志を次いで第10小宇宙神の掛け持ちをする（そのため、かなり多忙で最終話では元祖ラッキーマンが代わりに第3小宇宙を見回ることになった）。
ぼっちゃんマン
ヒーロー神がH-1グランプリに参加していた時の仮の姿。見た目はのんびりしており、語尾に「 - でちゅ」を付けて話す。天才マンのカッによって正体をあらわした。
第2小宇宙神
普段は物腰柔らかそうな態度を示すが、その性格は卑劣。「記憶をかえる能力はすごいが中身は貧弱だったマン」を使い勝利マンと天才マンを洗脳し仲間に加え、第3小宇宙と戦わせた。勝負に負けて控え室に向かう途中に宇宙船の乗客を人質にし、彼らを解放するための条件として自らを大宇宙神とするように要求するが、トリシマンに取り押さえられた。A子マンのパトロン。
第4小宇宙神
大宇宙の中で最も財力を持っている小宇宙神。金に物を言わせ、猛トレーニングマンやヤマトマンを雇う他、息子の御曹司マンに様々な分野を学ばせるなど抜け目が無い。御曹司マンが敗れた際は、土下座をしてまで息子の命を助けようとしたなど親子愛は深いようである。
第5小宇宙神
大宇宙の中でも最もスポーツが盛んな第5小宇宙を創世した神。葉巻を吸い、サングラスにシャッポというギャングのボスのような出で立ちをしているが、根は爽やかスポーツマンらしく、勝負に負ければ素直に認め、相手に「勝てよ」というなど、フェアな精神がある神である。サングラスの下は綺麗な瞳で、シャッポの下はスキンヘッド。
第10小宇宙神
大宇宙統一トーナメント決勝にて第3小宇宙と戦うことになった第10小宇宙の神。前述の通り大宇宙神からの信頼は厚く、第3小宇宙神とともに「ビッグコスモスゴッドリング」の片方を預かっていた。とても穏やかな性格のはずだったが、作中では勝負に勝てなかった腹いせに椅子を蹴り飛ばすなど粗暴さが目立つようになる。実は全とっかえマンが成り代わっていた偽者であり、本人は既に殺害されていた。
全とっかえマンが成り代わっている通り、大宇宙神を殺害した張本人だが、トリシマン初登場時には他の小宇宙神と一緒に「（大宇宙神を）誰が殺ったか知らねーけど」と考えるという矛盾した描写がある。

## 宇宙人
幸運の星（）
声 - 松本保典
ラッキーマンの故郷の星。ラッキーマンの幸運の源であり、ラッキーマンに対してアドバイス、道具の提供、小型化して合体など、様々な助力を行うが、肝心な所で逃げ出したりもする。アニメ版では「ラッキー星」という名前に変更された。アニメでは起こったラッキーな出来事の説明も行う。当初はラッキーマン以外には姿が見えず声も聞こえない設定だったが、いつの間にか誰にでも認識できるようになっていた。
飛田速男（）
声 - 真殿光昭
友情マンの友達の高速宇宙船。よっちゃん編序盤に友情マンによって地球に呼ばれ、ラッキーマン達をヒーロー星に送り届けた。世直しマンが決闘星を爆発させた際には、自らの体を盾にして星の破片から人々を守り、それが元で重症を負うものの友情マンの懸命な修理によって復活を果たす。その後、地球にてミサイルを使用して世直しマンと交戦したが、結果的には洋一のラッキーマンへの変身を妨害する形となってしまった。
勝利くん（）
声 - 不明
勝利マンの頭の上に載っている小さな人形で、実はシンプル星人という異星人。250年前まではいじめられっ子だったが、勝利マンによる半年間の特訓でシンプル星一強くなった。それ以降は勝利マンのよき相棒として行動を共にしているが、同時に勝利マンの「あれ」を恐れている。語尾に何かと「 - っス」を付ける。バトラー同様にキャラ人気投票で常に上位にランクインしていたが3回目では10位外に転落してしまった。
努くん（）
努力マンの腕の「石の上にも三年マーク」に座り続けている努力マンの分身。熱血・単純・直情型の悩み多き年頃。普段から努力と修行を重ねているため実力は高い。
友情ちゃん（）
友情マンの頭の上の太陽にいる友情マンの分身の女の子。いつもくっついている本命の男の子とは別にたくさんのボーイフレンドをキープしており、友達になりたくないという相手にはそのボーイフレンドたちを引き連れてリンチする。
カチカチ・カッチンナ先生
声 - 八奈見乗児
「よい子の住んでるよい町星」に住む宇宙一の鍛冶職人。努力マンの鍛冶の師匠。実年齢は不明だが地球人で例えると180歳を超える高齢で、決闘星の爆発後、最後の力を振り絞り、努力マンに「三本柱マンJr.」となるための「三本の柱」を授けてこの世を去り、遺体は努力マンによって埋葬された。
ひしょ香（）
ヒーロー協会会長の秘書。会長に「ひしょひしょ話」でブランド品などをおねだりする。当初は会長のことも単なる金ヅルとしか考えておらず、H-1グランプリの際もいい加減にトーナメント表の作成をして、強いヒーローを選りすぐるはずが強いヒーロー同士で潰し合うトーナメントにしてしまうなど、不真面目極まりなかった。しかしその不手際を非難されたことや天才マンに庇われたこと、会長に最後のチャンスを与えられたことから、不眠不休で誰もが納得するトーナメント表を作り上げ（この際に『密・リターンズ!』の宣伝込みで同作をパロディ化した『ひしょ香・リターンズ!』という扉絵が描かれた）、認められたことで秘書としての自覚を持つようになり、仕事は真面目になった。H-1グランプリ中断後は長らく出番が無かったが、大宇宙編の野球対決にてサポーターの宇宙船に同乗してちゃっかり現れ、第3小宇宙の陣営の一員として野球に僅かに参加した。天才マンに好意を抱いているが、野球拳対決での興奮した姿を見た際は「所詮こいつも男か」と幻滅する様子を見せた。
レポーターマン

頭にアンテナの付いた宇宙人で、名前の通りレポーターの役割を務めている。指レンジャーによって壊滅したヒーロー星の様子を現地からレポートしたり、さっちゃん編でも自ら裏宇宙に向かい、ヒーロー達がいる惑星が巨大なブラックホールに飲み込まれようとしている状況を伝えたりした。
スコアラーマン
声 - 不明
バトル時のスコアラー。頭に酢の瓶を付けたコアラの姿をしている。
シンパンマン
声 - 松本保典
バトル時の審判を務めるエコヒイキ星出身の宇宙人。出身星の名に反し、彼の審判は極めて公平で勝利マンですら最終的に言うことを聞かせられ、彼を金で買収しようとした友情マンを容赦なく退場処分にしたこともある。顔が食パン状であり、眉毛はシャープペンの芯のような形状。カビが顔にある。設定では顔は6枚切と8枚切の中間らしい。スペードマンと友情マンのババ抜き対決の最中には食パンを食べていた。
ウルサイマン
声 - 真殿光昭
バトル時の実況アナウンサー。ウルトラマンとサイが交じり合った姿をしている。名前の通り声がうるさくテンションが高いが、実況としての実力は確かである。
シッタカマン
声 - 緒方賢一
バトル時の解説者。「 - ですねハイ」が口癖。その名の通り知ったかぶりの解説が多く話し方もいい加減さが出ているが、たまに解説者らしい解説をすることも。
ズバリマン
バトル時の解説者。頭に人差し指を突き出した巨大な手を乗せている。一人称は「拙者」で、「ズバーリ、○○でズバーッ!!」が口癖。わかりきったことしか言わないため、解説者としてはあまり役に立っていない。1度勝利マンに敗れた修正マンの能力をバカにしたために修正マンの怒りを買い、性格を修正されあやふやになってしまったことがある。その後、ぼっちゃんマンの正体がヒーロー神だったことによる精神的ショックで効果が切れて元に戻っている。
よっちゃん編から登場したウルサイマン・シッタカマンに対し、彼の登場はH-1グランプリ（さっちゃん編）以降であるためアニメには出ていない。
リングアナマン
H-1グランプリ（さっちゃん編）以降に登場。同グランプリでのリングアナウンサーを務めていた。裏宇宙にも彼と同じ役割のリングアナマンが登場する。
ニイヌマノケンチャン
第3小宇宙神の伝書鳩。頭にシルクハットを被っており人の言葉も話せる。裏宇宙に向かったヒーロー達に表宇宙の危機を伝えるために裏宇宙へ向かった。ヒーロー達と合流した後は共に行動し、オモチャにされたスーパースターマンを背中に乗せて運んであげたりした。
バックコスモス・サミット15世
裏宇宙の先代の王で、バックコスモス・サミット16世の父親。左手に救世手を持つ。わがままに育ててしまった息子に王位を渡すことを拒み、16時間24分3秒もの死闘を繰り広げたが敗北し、その後とある星でひっそりと暮らしていた。やってきたヒーロー達にサミット16世の過去を話すが、その直後サミット16世によって星ごと消されてしまった。誰も聞いていないことをやたらと教えたがる癖があり、息子にも受け継がれている。
トリシマン
宇宙の取締役。小宇宙神と同格で、大宇宙統一トーナメントの審判のような役回りを務めることが多い。自分が野球が好きだからということで、勝負の内容を野球にしてしまうような性格。「トリシマリー！」という叫びからの光線で小宇宙神すらあっさりロープで拘束したり、飛行能力を封じたりできる。木多康昭、つの丸、そして作者もかけられたという“半分本気の”ヘッドロックが得意技。風貌のモデルとネーミングは、当時のジャンプ編集長鳥嶋和彦から。作中のキャラの弁では鳥嶋本人は「おれを出すな」と嬉しそうに言っていたらしい。また、掲載当時に鳥嶋本人が足を怪我していた時には彼も怪我で杖を突いていた。
プリンセス・フランソワーズ
とある星のお姫様。男のロ・マンの思い人であり、かつて彼からラブレターを送られたものの、指定された場所と時間が曖昧だったため向かうことができなかった。そのまま月日が流れ、彼が武道マン!?との勝負に引き分けた直後に姿を現し、彼の思いを受け入れ結婚を申し込むが、彼から「自分が大宇宙神に就任した暁にプロポーズを受けることがロマンだからまだ早い」と拒絶されてしまう。あまりに高すぎる理想に不可能だと反論するが、彼の意固地な態度やあまりの無礼さについに激怒し「そんなロマンわかってたまるかーっ!!」と強烈なビンタを浴びせた。
おつきマン
大宇宙神の第1世話係兼ボディーガード。ラッキーマンの前の代の大宇宙神のおつきもしていた。先代をかなり慕っていたらしく、大宇宙になってから間もないラッキーマンの言動やワガママに頭を悩ませていたが、ラッキーマンが裏大宇宙人の侵略をラッキーであっさりと阻止してしまったその時から、彼を慕うようになった。顔がバトラーに似ている。
謎の宇宙人
さっちゃん編以降に物語の節目節目に現れて「ふふふ」と呟く黒ずくめの謎の宇宙人で、正式な名前は不明。まるで敵の黒幕かと思わせるタイミングで登場するが、その正体は宇宙一のラッキーマンファンで、いつもラッキーマンの追っかけをしていることが最終話の最後のコマで明かされた。

## 敵対宇宙人

### おもな敵対宇宙人
最強男爵（）
声 - 大塚明夫
黒いシルクハットに黒いスーツ、そしてマントを身に着けており、見た目は地球人と変わらない。本名・出身地・生年月日はいずれも不明で、一人称は「我が輩」。宇宙征服を企んでいるところを元祖ラッキーマンが自分の家と間違えて入ってきたため捕まり、反星（反省のポーズをとったサルのような模様のある星）にある宇宙刑務所に入れられた。そのことを恨みラッキーマンを倒すためにさまざまな機械を発明してラッキーマンに挑む。原作では3回、アニメでは5回ラッキーマンと戦った。バトラー（後述）に「インチキ天才科学者」と言われたこともあるが、メカ作りの才能自体は本物であり、洋一を強制的に変身させるらっきょ食わせマシーン「いっぱいくわせる君」や宇宙刑務所からの脱走に使った「にげにげ君」など、極めて効果的に働いたものも少なくない。中でも幸運の星を覆い隠すための雨雲発生装置「雨雲どんどん君」は回を重ねるごとに改良され、ラッキーマンを何度も大凶に追い込み、天才マンも小型版を作って利用したほど。しかし詰めの甘いところがあり、自らのミスで結局負けてしまう（1度だけバトラーのせいで負けた）。ラッキーマンには「最低男爵」、「最高裁判所男爵」などと呼ばれたことがあり、アニメで4回目に登場した時には努力マンやスーパースターマンからも「サイコロ男爵」や「サイボーグ男爵」、「サイフォン男爵」などと名前を何度も間違えられ、しまいには「最強…なわけないか」とまで言われている。原作では裏宇宙編にも登場。らっきょを完全に消化したために人間に戻ってしまった洋一が、（本人の不運もあって）再変身できずに倒れた所に突如として現れる。本人はラッキーマンに変身させて自分の手で倒そうとしていたが、結果としてラッキーマン達の危機を救った。その際に偶然、世直しマンを一撃で倒した強い宇宙人（後述の越谷太郎）の顔にまともに発明品のパンチを当てたが、すぐに倒されてしまった。エピローグでもさり気なく登場し、ラッキーマンという好敵手がいなくなったことを嘆いていた。
最強おやじバードマン
アニメオリジナルエピソードの30話に登場。男爵が自らの発明品によって、後述のおやじマン、バードマンと合体した姿。3本の頭部と大きな翼を持ち、胸にバードマンのマーク、腹におやじマンの腹巻、手に男爵の手袋を付けている。それぞれの技を駆使してラッキーマン達を攻撃するもことごとく防がれてしまい、また合体してもほとんど男爵が足を引っ張る場面が多く最後はラッキーマンのラッキーによってカップ麺のお湯を男爵がかかったことで合体が解除された上、頼みの綱のバードマンとおやじマンがそれぞれの理由で帰られ、1人で戦おうとするも、石につまづいてあっさりと失神してしまった。
バトラー
声 - 桜井敏治
最強男爵にこき使われている執事のロボット。ダルマ落としのダルマに手足が生えたような体形で、常に歯を剥き出しにしたような表情をしている。「ラジャ」が口癖であり、一時期この口癖が流行って他キャラもよく使っていたことも。最強男爵を内心では小馬鹿にしており、けっこう横着な性格。洋一とは仲がいい。男爵の最高傑作のはずがメカの開発に取り組んでいる最強男爵から、トンカチを持ってこいと言われてトンカツを持ってきたり、ドリルを持ってこいと言われて問題集のドリルを持ってきたりと、頭はよくない。一度最強男爵を裏切ってラッキーマンと手を組んだが、実は最強男爵がバトラーの30歳の誕生日を祝うためのメカを作っていたことを知ってラッキーマンに見逃すよう頼み込んでいる。チェスがかなりの腕前。メインキャラではないのだがキャラ人気投票で常に上位にランクインしており、前期のアニメのアイキャッチでも登場している。口から炎を吐くことも可能。原作初期では横向きで火を噴いていたためそのメカニズムの詳細は不明だったが、アニメの同じシーンでは前歯2本が開いて口中のバーナーが出現する様子が描写されていた。1965年4月2日生まれ（当初は不明）。本名「最強男爵作製M3型火炎放射機能付き執事ロボ」。好きな食べ物はオジヤ。趣味は当初「チェス・ぼやくこと・嫌み」だったが、のちに「電子ジャー集め」に変更された。身長120cm、体重500kg。『バクマン。』内の作品内作品、「超ヒーロー伝説」には「バトラー星人」として登場する。
世直しマン（）

バックコスモス・サミット16世
通称「さっちゃん」。ブラックホールの向こうにある裏宇宙の支配者。裏宇宙人全てに爆弾付きの鉄兜を被せて忠誠を誓わせている恐怖の独裁者である。父であるサミット15世を倒し、裏宇宙の王の座を奪い取った。左手がブラックホールを操る「救世手」であり、右手が破壊光線を放つ「ギルガメッ手（別名フィニッ手、エネルギッ手）」 の2つの手を持つ。童謡の「サッちゃん」に肖ってバナナが好物で、普段は黒装束におかっぱ頭のカツラを被っている。一時は童謡の歌詞通り「本名はサチコ」「バナナを半分しか食べられない」などと疑われていた。500年前に裏宇宙とは別の宇宙があることを知り侵攻するが、三本柱マンに救世手を傷つけられる。これによりブラックホールが操れなくなり、暫くの間表の宇宙に侵略できなかった。また胸にある16のマークにある穴もブラックホールになっており、表の宇宙にある洋一が通う学校のトイレと繋がっていた。ヒーロー協会との一度目の決戦では両手を瞬間接着剤で固められて逃走。二度目の決戦時には顔に縦一閃の傷痕を付けて現れるが、ただ単にくっついた手を切り離すべく呼ばれた侍（石川五ェ門似のヒトカワコエルモン）が失敗して傷付けただけだった。
性格は非常に傲慢かつ我が侭で、何をするのも完璧でなければ気に入らず、裏宇宙だけなく宇宙にあるものすべてを手に入れようとしていた。そのため三本柱マンとの戦いで傷をつけたのも許せず、本人曰く「リセットボタン」を押し、500年かけて再び三本柱マン（Jr.）に完璧に勝利することを目的としていた。決闘星で勝利マン達兄弟と海で遊んでいたラッキーマン以外のヒーローを瞬く間に始末 し、三本柱マンJr.に合体した三兄弟との決闘に持ち込む。それでも足元の砂を顔にあびせて目潰ししたり、三本柱マンJr.の剣の刃を消したりと卑劣な方法で確実に勝利できる条件に持ち込むが、ラッキーマンのラッキーまでは想定外であった。波乗りサーフィンで遊んでいたラッキーマンのサーフボードが頭部に直撃して大量出血してしまい、弱ったところを三本柱マンJr.の三本波を受けて敗れた。その後、最後の力を振り絞って救世主マンの救世手に傷を負わせ、決闘星諸共ブラックホールに吸い込ませてヒーロー達も道連れにすることを語って事切れる。しかし黄桜によって胸にある「心のブラックホール」を広げられ、ヒーロー達は生還した。
捨て子だった黄桜を自分と同じで「1人で寂しそうだったから」という理由で拾い育てた。黄桜によると自分自身のわがままが原因とはいえ、本当は1人ぼっちで寂しがっていたらしい。誰も聞いていないことをやたらと話したがる所は父親譲り。
黄桜（きざくら）
本名は、世主 黄桜（せいしゅ きざくら）。さっちゃんの手下で、いわゆる側近的な立場。彼がわずかながらも心を開いていた人物で、ただ1人の理解者。彼のかぶっている兜は他の兜と違い、顔もマスクのように隠せるようになっている。左手にある「白手（はくしゅ）」はホワイトホールを操り、物を出したり拡張させることが可能で、応用としてブラックホールを広げることができる（ただし、相反する力のためブラックホールを拡張する際には互いのエネルギーが反発し合うため、黄桜本人に多大な負担が掛かる）。瞬間移動などの能力があることを見ると、救世手を持つ物と同じ能力があると考えられる。それ故さっちゃんの心のブラックホールを広げることができる唯一の人物。戦闘力は乏しく、ヒーロー協会が攻めてきた際には逃げ腰になっていたが、スーパースターマンを一発で叩きのめしたこともある。元は捨て子で、さっちゃんに拾われ誰にもあげたことの無いバナナを与えられ育ててもらった。
家族という存在に憧れがあったのか三本柱マンが常に肌身離さず持っていた彼の家族の集合写真を保管しており、裏に書いてあった三本柱家族の名前と共に端っこに小さく自分の名前が書いてあった。この写真は後に勝利マンに渡されることとなる。さっちゃん側でありながら徐々にヒーロー協会に協力的な姿勢を見せ始め、最終的に勝利マンには仲間として認められ、酒に例えて「俺でさえ酔っちまう」と称された（ナイスマンは「黄桜はナイスなお酒」という意味だと主張したが、会長にそこまでは言っていないと否定された）。さっちゃんの死後は、ヒーロー協会の面々を脱出させるために白手の力でさっちゃんの胸のブラックホールを広げるも、自身はさっちゃんが「1人では寂しいだろうから」と勝利マンの誘いを断り、共にブラックホールに吸い込まれた。勝利マン曰く、仮面の下の素顔は良い面構えで寂しがり屋らしい。
悪役宇宙人商会（あくやくうちゅうじんしょうかい）
越谷にアジトを構える悪の秘密結社で、社長、部長、課長、係長、以下数名の社員で構成されている。ヒーロー達が裏宇宙で戦っている間にその隙を突いて設立された。毎回宇宙人を送り込みヒーロー達と戦わせるがことごとく退けられてしまう。最後は、アジトから逃げ出す所をヒーロー達に見つかり宇宙まで逃亡するも、追いかけてきた勝利マンと天才マンによってあっけなく壊滅させられた（戦闘シーンすら省略された）。
猛トレーニングマン（もうトレーニングマン）
第4小宇宙人。胴体から膝にかけて「猛」「10」「0」「2」「んぐ（物を飲み込む絵）」=「猛トレーニング」と書かれており、頭には角を生やしている。努力マンに勝るとも劣らないほどの猛トレーニングを行い、とてつもない強さを持つ。目に見えないほど素早いキックを一瞬のうちに5発以上打つことができ、大宇宙統一トーナメントでは救世主マンに勝つが、一撃のキックの威力が勝る努力マンに敗れる。自分の戦いにプライドを持っており、操られた勝利マンとの戦いに手を抜いている努力マンを鼓舞激励する。会長に命を救われたことに恩を感じており、以降は第3小宇宙の仲間になったが、野球対決では交代してすぐに負傷し、前述の努力マンと勝利マンの対決時以外活躍の場面は無かった。登場時は「もーっ」が口癖であるかのような話し方をしていたが、その後の戦闘時以降はその部分は影を潜めた。
御曹司マン（おんぞうしマン）
第4小宇宙神の息子。教育、武道、殺しのテクニックをその手のプロから最高の金額で学び、そのプロを全て越えた自称超エリート。重力の強い惑星で目を閉じたまま小指だけで自動車を持ち上げる程の怪力。更に文字通り金を自在に操る能力がある。猛トレーニングマンについては実力を認めるような発言をしているが、敗因に関しては「トレーニングに金を掛けなかった」ことを挙げている（要するに自分より格下だと述べている）。直後、不運と勘違いからラッキーマンに「虫けら」と呼ばれたと思い込み、理性を失ってキレた状態になる。
しかし、ラッキーマンがお金に弱いということを見抜き、罠に掛けて追い詰める。更には蚊まで買収して従え、大吉圏外のラッキーマンを窮地に陥れる。だが金に物を言わせたその傲慢さから蚊にまで見限られて侮辱され、復活したラッキーにより紙幣を製造していた装置の中に突っ込んでしまいお札にされてしまった（金額は僅か10宇宙円）。それがラッキーマンに拾われたため、お札の姿のまま第3小宇宙陣営と行動を共にすることになった。花形満を思わせる髪形をしており、初登場時はバットを持っていた。野球対決ではラッキーにより思わぬ形で戦力となった。その際に野球ボールに突き破られてしまうが特に影響は無いらしく、いつの間にかテープで修復されていた。態度から特にラッキーマンを怨んでいる様子はないが、最初に見せた典雅な振る舞いも鳴りを潜めたコミカルなキャラになった。
高い実力の持ち主と語られたものの、実際には戦闘シーンは描かれなかった。
勘ピュー太マン（かんピューたマン）
第3小宇宙人。登場時は「ミスターナカジマン」と名乗り、正体を隠していた。最大の武器である野生の勘で500万年以上ピッチャーとして勝ってきた。その勘の力は、天才マンの天才すら上回るほど。502万年前に甲子園で同じチームのメンバーである会長が凡フライを落としたことにより人生は真っ逆さまに落ちたと思い、復讐を誓い、会長のうわさを聞きつけ第5小宇宙に身を売る。準決勝で第3小宇宙と野球対決をし、必ず会長に当たる投球を繰り出すなどで執拗に会長を狙ったが、ラッキーマンのラッキーを始めとする第三小宇宙チームに押され、業を煮やした宇宙三球士に強制的に退場させられる。その後、自分も浮かれ過ぎていて当時約束していた会長へのフォローを怠っていたことを思い出して、改めて会長をフォロー、和解した。戦いに敗れた後はどこかへと旅立って行った。大宇宙神が暗殺されたことを知っており、その勘で犯人も認識していた。
全とっかえマン（ぜんとっかえマン）
自称「オールチェンジマン」。大宇宙統一トーナメント最後の敵にして、最強の敵。戦闘ロボットのような外見で稼動音も響いている。
世直しマンとも面識がある。邪悪で非道な性格と力が危険視されて投獄されていたが脱獄、「ビッグコスモスゴッドリング」を使って今の宇宙を抹消し、自分が神になろうと目論んだ。世直しマンが第3小宇宙神を殺害した（実際は第3小宇宙神は死んだふりをしており生き延びた）際、保有するリングを奪おうとしたが、結局見つけることができず先に本物の第10小宇宙神を殺害。そして第10小宇宙神に成りすまし、大宇宙神が死ねば統一トーナメントになるだろうことを見越して殺害した。
「オールチェンジマン」を名乗るだけあり、体のパーツを自由自在にチェンジできるという能力を持っている。変形させた腕から放たれるミサイルは一発で致命傷に至るほどの凄まじい破壊力を持ち、更に例え切断されてもチェンジによって無限にパーツを生成することができる（一度だけ間違えて鬼の手を出している）。しかし無限大吉となったラッキーマンの無限大のラッキーの前には敵わず、追い詰められる。それでも第3小宇宙神を人質に取り、逆にラッキーマンを追い詰めたが、その場で起こったラッキーによって自身のミサイルを大量に浴びて跡形も無く吹き飛び消滅した。なお、その際にスーパースターマンが同時に巻き込まれており、スーパースターマン自身はその後再生したものの、直後から全とっかえマンの体の一部が混ざっているスーパースターマンが複数人現れるようになる（その詳しい理由は語られない）という謎めいた末路を辿る。

### その他の敵宇宙人

#### 読み切り
連載開始前に週刊少年ジャンプやその増刊に掲載された。読み切りではラッキーマンや宇宙人は全て巨大サイズ（スッタロカ星人の回を除く）、大凶や特吉になったときのラッキーマンの変化など連載時との相違点がある。またスッタロカ星人以外は、最終的に地球に墜落したアンラッキー星人のUFOに巻き込まれて倒される。
なお、紹介順はコミックス（1・2・7巻）に掲載された順番とする。また単行本には収録されなかった特別読切（7巻の実力行使マンの登場回のタイトルにそのことが書かれている）もあったが、2009年発行の文庫版『ガモウひろし寄せ集め1　元祖！ラッキーマン』にてコミックスに初収録されたため、その時の登場宇宙人も紹介する。
スッタロカ星人
1巻収録の作品に登場。吸血星出身の吸血鬼。顔に6本の注射器が刺さっており（猛毒、睡眠薬、血液型4種の血）、これを用いた攻撃を繰り出す。終始ラッキーマンに押されるも、悪天候でラッキーマンが大凶化したことで形勢逆転する。しかし落ちてくる隕石にラッキーマンを潰させようとした所、みっちゃんを追いかけるうちに自分がそのラッキーマンを蹴り飛ばしてその位置に来てしまい、自滅した。
忍者マン（にんじゃマン）
声 - 難波圭一
2巻収録の作品に登場。白土三平星出身。巨大なガマガエル（アニメでは「ガマ吉くん」という名がついた）に乗って登場した。
アニメでは人間大の大きさで、出身星も「ニンジャ星」に変更。おかしら（声 - 塩屋浩三）との厳しい修行を終え、巻物型のロケットに乗って地球にやってきた。ラッキーマンにとどめを刺そうと斬りかかったとき、彼を庇うみっちゃんを見て「可愛いおなごは殺すな」というおかしらの言葉を思い出し、回避した勢いでスーパースターカッターに刺さって自滅した。
アンラッキー星人
2・7巻収録の作品に登場。地球侵略を目指しいつも地球にあと一歩のところまで来るものの、ラッキーマンが宇宙人と戦った際に飛んできた物体と衝突しUFOが墜落、ラッキーマンと戦っていた宇宙人を巻き添えにする。アンラッキー星人そのものの姿形は一切不明。
聖火マン（せいかマン）
2巻収録の作品に登場。バルセロナ星出身（読み切りが掲載されたのがバルセロナオリンピックの年だった）。弟のスポーツマン(後述)の仇を討つために地球に来た。ボクシング・走り幅跳び・PK戦の3本勝負でラッキーマンと戦うも1勝2敗で敗北する。
モグラマン
2巻・7巻収録の作品に登場。地の底から地球征服を目論む。ブリーフを履いたモグラのような姿をしている。どの星から来たのか、あるいはもともと地底に住んでいたのかは不明。複数回登場したが、いつも地上に出たとたんラッキーマンのバリア代わりになっていた。
アニメでは忍者マンのエピソードに登場。地底王国のボスモグラ（声 - 茶風林）の命を受け、1号（声 - 真殿光昭）・2号（声 - 岩永哲哉）・V3（声 - 塩屋浩三）の3体が出撃したが、原作同様地上に出たとたん、ことごとく忍者マンの手裏剣の餌食になった。
クッタロカ星人
7巻収録の作品に登場。ナイフとフォークが武器で、大食いマンに近いタイプの宇宙人。記念すべき『とっても!ラッキーマン』として初めて掲載された作品に登場した。
スポーツマン
声 - 郷里大輔
7巻収録の作品に登場した、前述の聖火マンの弟。スポーツ星出身。剣道の面、ボクシングのグローブ、相撲のまわし、サッカーシューズなど、様々なスポーツウエアをごちゃ混ぜに身に着けたような姿をしている。フェンシング・ボクシング・野球の3本勝負でラッキーマンと戦うも1勝2敗で敗北する。アニメでも巨大サイズで登場。
ニャンゴロ星人
7巻収録の作品に登場。特徴が非常に猫なんだもん星人（後述）に近く、実質上の前身とされる。また、この話ではラッキーワンも登場した（読み切りではこの話と文庫版『元祖 - 』収録作品の2本に登場）。
実力行使マン（じつりょくこうしマン）
7巻収録の作品に登場。地球上では中学生・実力公司（じつりょく こうじ）の身体を借りていた。光線で中学校の校舎の大部分を破壊し透明人間にもなれるなど相当な実力の持ち主（本人曰く「サイヤ人より強い」）。その実力でラッキーマンを大凶に叩き落して追い詰めるも、みっちゃんのブルマ姿に興奮して「特吉」化したラッキーマンに敗れる。なお彼と合体していた実力公司君は勉強も運動神経も中学生離れの実力だったが、彼と分離すると勉強も運動神経もまるでダメな実力の少年となってしまった。
ヤングマン
文庫版『元祖 - 』収録の作品に登場。西城秀樹のような格好をしていて、若い人間のエキスを吸うために地球にやってきた。武器はブーメラン。
輪ゴム星人
文庫版『元祖 - 』収録の作品に登場。全身が輪ゴムを繋いで作った人形のような姿をしている。強風が吹いただけで全身が絡まり自滅してしまった。
セイケッツー
文庫版『元祖 - 』収録の作品に登場。自称「宇宙一の綺麗好き」で、汚いものに触っただけで死んでしまう。ラッキーマンと戦う前に犬の糞を踏んでしまい自滅、その後ラッキーワンにおしっこをかけられてしまう。
漢面（カンヅラー）
文庫版『元祖 - 』収録の作品に登場。眼部なら「目」、胴体なら「胴」という風に全身がその部位を示す漢字で構成されている宇宙人。台詞や効果音も全て漢字で表される。股間に「急所」と書かれた部分があり、この部分をラッキーパンチで殴られて倒された。単行本5巻巻末のラッキーネットワークにて読者の投稿した「指レンジャーの正体」でこの漢面とよく似た宇宙人イラスト（全身が漢字の「指」だけという姿）が載り、その時のコメントに「カンヅラーを思い出した人はラッキーマンマニア」と紹介された（当時、コミックス未収録だった読切を読んでいないと知らないネタだったため）。

#### よっちゃん編以前
1話完結形式の、連載初期のエピソードに登場した宇宙人達。
カマキリ星人
声 - 二又一成
第1話に登場したキッタロカ星（アニメではカマキリ星）出身の宇宙人。地球に向かっていた所を元祖ラッキーマンによりUFOを撃墜されて地球に不時着。洋一がUFOの下敷きになって死亡したことにより、彼がラッキーマンとなるきっかけを作った。両手の鎌でラッキーマンを狙うも、ラッキーで避けられる内に自分の右腕を切り落としてしまう。さらにそれをラッキーマンが投げつけた後に、鎌がブーメランの形をしていたので戻ってきて首を斬られて敗北。死体は直立した状態になっていた（アニメでは頭に刺さって爆死する描写に変更）。
地震・雷・火事・おやじマン（じしんかみなりかじおやじマン）
声 - 内海賢二
恐怖星出身の宇宙人（アニメ第2話は出身星は言わず「宇宙の彼方からやってきた」と言っていた）。頭の禿げたおっさんのような姿で、地震と雷を操り口からは火を吐く。下半身はブリーフ一枚。各地で不審火を起こした後、洋一の通う中学に放火する。終始ラッキーマンに圧倒されるが（しかもラッキーマンの方は地震・雷・火事・おやじマンのへそくりを奪ったり、地割れから出てきた徳川家の埋蔵金を手に入れたりとどんどんリッチになっていった）、雷を起こすために雨雲を呼んだことで幸運の星を隠し、形勢逆転する。しかし最後はラッキーマンの変身で出てきた栓抜きを受け取ってしまい、それを避雷針に自分の起こした雷が直撃して死亡した。
原作では1度きりの登場だったがアニメでは3回も登場。第2話で倒された際には原作と異なり爆発したが、第24話で何事も無かったように再登場し、女房ウーマン（後述）という妻まで連れ、彼女の夢であるシンデレラになるのを協力した。第30話では最強男爵・バードマン（後述）と合体し、ラッキーマンに戦いを挑んだ。合体が解けた後、息子が熱を出したと聞かされた際にはすぐに実家に向かうという子供思いな一面を見せていた。
努力マン曰く実力ランキングはスペシャル「Ａ」クラスらしい。
半魚人（はんぎょじん）
声 - 森川智之
あしゅら男爵星出身の宇宙人。ファンタジーになど出てくる半魚人とは全く姿が異なり、右半身が海水パンツをはいた人間で左半身がサメになっており、それらが『マジンガーZ』のあしゅら男爵のように体の中心線できれいに分かれている。最後はプールから出て倒れた電柱から垂れた電線に触れて感電死した。
アニメでは季節の関係で登場エピソードは夏に放送された。そのため目立たがるの初登場エピソードが原作とアニメでは異なっているが、目立（スーパースターマン）の役割は原作に近い形で再現されている。
なお、天才マンの回想にも半魚人が登場（上記とは別人）。プール星の人々を襲っていたが、やってきた天才マンによってわずか0.2秒で倒されてしまった。
猫なんだもん星人
声 - 愛河里花子
じゃじゃ丸星出身の宇宙人。ラッキーワンが見つけ出し投げつけた小判をよけた際に、背骨を折って死んでしまうが、化け猫（幽霊）となってなおも襲い掛かってきた。しかしラッキーによってネズミが現われ、それが小判の入っていた壺に入り、自身もそれを追うために飛び込むが、洋一の持っていたお札が壺に貼りついた結果、封じ込まれて再起不能になった。
アニメでの彼の登場エピソードはオタッキーマンの話とまとめられており、オタッキーマンの手下という設定となった。オタッキーマンにとっての邪魔者であるラッキーマンを始末するため、尖兵として地球に送り込まれた。
オタッキーマン
声 - 大滝進矢
マニアック星出身の宇宙人。胸には「大滝」と書かれている。インスタント蝋人形光線を発射する機械で宇宙の美女達を蝋人形化している。彼の屋敷には数々のトラップが仕掛けられている。美代を蝋人形化することを目的に地球に襲来するが、最終的にはラッキーマンのラッキーと自身のミスで自分自身が蝋人形になってしまい、敗北。なお、彼の機械で生物を蝋人形にしてもお湯を掛けるだけで元に戻るらしく、今まで蝋人形化された美女達もラッキーマンに全員救出された。
バードマン
声 - 千葉繁（アニメ3話）→二又一成（アニメ30話）
ギャオス星出身の宇宙人。キラキラしたものを集める習性があり、遠足中の洋一たちを襲った。羽を飛ばし、相手のツボに刺して攻撃する。しかしラッキーマンには通用せず、彼の身体のツボを刺激しパワーアップさせた。最終的には自身の動かなくなるツボに羽が当たり、そのままキャンプファイヤーに墜落して焼けた上にトドメとばかりに茶柱が突き刺さり死亡。周囲のキャンプ客の反応を見るに焼き鳥として食べられてしまった模様。
アニメでは2度登場。原作と違って焼かれたものの「お疲れ様！」と叫びながら爆発したが、おやじマンと同様に何事も無かったかのように再登場し、最強男爵・おやじマンとともに合体宇宙人となった。しかし、かつて体が燃え焼き鳥となったことがトラウマとして残っており、合体が解けた後に焼き鳥を見たことで戦意喪失し、その場から退散した。
努力マン曰くおやじマンと同様で強さはスペシャル「Ａ」クラスらしい。
運動会マン（うんどうかいマン）
声 - 中村大樹
体育の日星出身の宇宙人。体育着を着たような姿で、胸のゼッケンには「881（はやい）」と書いてある。学校の代表者との運動会3本勝負に勝つことでその学校の校庭を乗っ取り、それを繰り返して地球全体を征服しようとしていた。牙の生えた馬のような生物「キバちゃん」が相棒で、彼と合体すると剣や鎧がついてパワーアップする。ラッキーマンがラッキーワンとのコンビで倒した。
半魚人と同じく季節に関係したエピソードであった関係上、アニメでは秋に放送されたエピソードに登場。その際には努力マンを綱引き勝負に誘い出して足止めしていた。
猛獣つかいマン（もうじゅうつかいマン）
声 - 難波圭一
アメとムチ星出身の宇宙人。動物園の動物たちを催眠術で操り、人々をパニックに陥れた。ラッキーマンにライオン、キングコブラ、ゾウを仕向けて襲わせるがいずれも失敗する。その後パンダとコアラを使ってラッキーマンの動きを封じ、とどめを刺すためサイを呼ぼうとしたが、そのとき偶然にも「催眠術を解く方法」を使ってしまい、正気に戻った動物達に叩きのめされて遥か彼方へ吹っ飛ばされた。
ナゾラー
アタック25星雲出身の宇宙人。クイズ対決でラッキーマンに挑むも敗北。その後、罠にはめようと爆弾を仕掛けたトロフィーを渡すが、こっそり返却されたことに気付かず起爆させてしまいUFOごと自爆した。
わき役星人（わきやくせいじん）
エキストラ星出身の宇宙人。A（声 - 福田信昭）とB（声 - 小野健一）の2体が登場し、それぞれのアルファベットに手足がついたような姿をしている。体の一部を取り込んだ人間を巨大な怪獣に変えて操る能力を持ち、です代にとり憑いて「ブサイクゴン」に変身させた。しかし洋一やラブレターを見た際のブサイクゴンの暴走はさすがに制御できず、ブサイクゴンが円盤の上に乗っかったラブレターを取ろうとした勢いで円盤を落とされ死亡した。一心同体であり、円盤に乗っている方が死ぬと寄生した方も死ぬ。
アニメでは原作よりも出番が増えており、ブサイクゴンの暴走を制御できずに困惑する場面があった。
千顔マン（せんがおマン）
声 - 大友龍三郎
覆面レスラー星出身の宇宙人。本名は「宇宙一強い男 千の顔を持つ男マン」（「アニメでは「 - 千の顔を持つ男」になっていた）。アニメ第30話に登場した、努力マンのファイルによれば身長190cm、体重120kg。出身星の名のとおり覆面レスラーのような姿で、膝にはひょっとことおかめの面がついている。また自身の名のとおり登場するコマが変わるたびにマスクのデザインが変わっていったりしたほか、頭部は飛び道具として使うことも可能（飛ばしても胴体から生えてくる）。星から星へと旅をし、その星をそこの一番強い者と戦って征服してきた。乗ってきたUFOが変形したリングでラッキーマン・努力マンと戦うが、ラッキーマンがラッキーで放った地獄車に敗れる。
パーティー荒らしマン
声 - 滝口順平
お誕生日星出身の宇宙人。体はバースデイケーキの、足はプレゼントの箱の形をしており、パーティーを荒らすためにパーティーのある所ならどこへでも行くという迷惑な宇宙人。バースデイケーキになりすまし、みっちゃんの誕生パーティーに乱入してきた。「パーティー荒らし子」という恋人がいるらしい。ラッキーマンを時限爆弾が入った巨大な箱に閉じ込めるも、鍵を掛け忘れたことにより簡単に脱出され、箱から消えたラッキーマンを探す内に自分が箱に閉じ込められ、タイムリミットにより爆発して死亡した。アニメ版では登場時に洋一と努力に名前を「パンティー荒らしマン」と間違って呼ばれた。
普通星人（ふつうせいじん）
声 - 伊倉一寿
普通の星出身の宇宙人。外見はいわゆるグレイタイプの宇宙人の姿で尖った耳を持ち、その名の通り何のひねりもない。登場シーンも原作は標準的サイズの1コマ、アニメでは普通の1カットでの登場だった。地球にやってきた目的もごく普通に地球征服である。スーパースターマンのデビュー戦の相手でもあり、終始優勢に戦いを進めたが、最後はラッキーマンのラッキーによって倒されてしまい、「せめて普通にやられたかった」と嘆きながら死亡する。アニメ版では普通の敵では嫌だというスーパースターマンのわがままから名前を無理矢理、「宇宙最強星人」や「超極悪星人」、最終的には「宇宙一残酷情け容赦ないそりゃやり過ぎだろ信じられねえぜ星人」にされてしまった。更に努力マンとスーパースターマンを仲裁するために「三本の矢」の話を説くも、努力マンには三本束ねた矢を努力で折られてしまった。
芸術星人（げいじゅつせいじん）
声 - 山口健、真殿光昭 他
ピカソ星出身の宇宙人。キュビズムのような顔をしている。美的感覚に優れているため下手糞な絵を見るとダメージを受け、絶命に至る。個人の戦闘力は低く、1万人がかりでも努力マン1人に蹴散らされる程。
不細工家の敷地に勝手に侵入して基地を建造し、米軍より強い不細工家私設軍隊を追い払って不法占拠していたが、最終的には努力マンによって一人残らず倒されて全滅した。

芸術星人のボス
声 - 速水奨
芸術星人たちの総元締めで、全身が巨大な右手だけで構成されている。描いたものが実体化する魔法の筆や、自分の思い通りに人を操る操り人形を作って戦う。3人のヒーローを操って同士討ちを目論むも、努力マンが根性で操られるのを拒んだ結果、ラッキーで発生した合体技「必殺スーパーラッキー努力合体回転サンダースペシャル」で全身をバラバラに斬り刻まれ（アニメではカッターが突き刺さり）敗れる。

ウィンタースポーツマン
雪ダルマン星出身で、あらゆる冬のスポーツをこなす雪だるま型の宇宙人。対象の物を凍らせる吹雪を起こすことができる。ラッキーマン達3人と、スキージャンプ、スピードスケート、雪合戦の3本勝負で対決した。最後の雪合戦対決では子分の雪ダマンを駆使して有利に試合を進めるが、ラッキーで巨大雪玉となったラッキーマンに後ろから激突されて粉々に破壊された。

大掃除星人（おおそうじせいじん）
年末行事星出身の宇宙人で、掃除機の姿をしている。掃除機の内部は異次元になっているらしく、頭のホースでどれだけ巨大な物体でも吸い込んでしまう。体内にあるゴミパックを開けられると吸い込んだ物が元に戻る。必殺技は地面を削りながら突進する「ぞうきんがけアタック」だが、かけたあとに足跡が付くことを努力マンから指摘され、弱々しい「ぞうきんがけアタックうしろむき」になってしまった。最後は努力マンを吸いこんだ直後にラッキーマンのラッキーによって自らを吸いこんでしまい自滅する。努力マンはその後、努力と根性で現実世界への帰還を果たした。

お正月マン
ハッピーニューイヤー星出身の宇宙人。頭部が鏡餅の形をしており、眼帯を付けている（元旦と眼帯をかけているというダジャレ）。出てくるや否や1人コントをはじめ、みんなを笑わせたが、その目的は見物料としてお年玉を奪い、宇宙征服の資金にするためである。自ら巨大ゴマとなって地下にもぐった際に地下鉄にはねられ即死した。

冬のすごし方マン
ものぐさ星出身の宇宙人。コタツに入って蜜柑を食べる中年男性の容貌をしている。コタツ板はミサイルを受けてもびくともしない超合金X製。実は胴体が無くコタツと同化している。熱であらゆるものを溶かす「コタツを強にしちゃうファイヤー」でラッキーマン達を苦しめたが、ラッキーマンを押さえ込んだ際に、コタツの熱を浴びて墜落してきたウルトラフォークの機体が直撃して死亡した。
キックの鬼
パンチの鬼
鬼コーチ
鬼が島星からやってきた鬼型の宇宙人。キックの鬼はラッキーマン、パンチの鬼は努力マンと戦ったが、ラッキーマンのラッキーで同士討ちしてしまう。その直後、真の実力を発揮するためリングの鬼に合体した。
リングの鬼
キックの鬼、パンチの鬼、鬼コーチが合体した姿。腕と足が4本ずつあり、頭はリングの形をしている。校庭に出現させたリング上でラッキーマン達と戦ったが、最後はラッキーマン・努力マン・スーパースターマンがラッキーで繰り出した合体技「スリーヒーローズトリプルタワースープレックス（命名スーパースターマン）」でリング外に頭から落とされて即死した。

ガンマン
声 - 茶風林
目だまつながり星出身の宇宙人。スーパースターマンと早撃ちで勝負したが努力マンのアシストとラッキーマンのラッキーによって敗れた。
アニメでは「ガンマン星人」という名前に変更された。登場早々防衛軍のウルトラフォーク＆ナイフを蜂の巣にして瞬殺し、地球に降り立つや否や東京タワー、新幹線、船舶などを片っ端から破壊して回り、努力から「あのおっさん、この作品に合わないですね」とまで言われていた。
薄命星人（はくめいせいじん）
最初の一コマ目星出身の宇宙人。上述のガンマンのエピソードで、星の名通り最初の一コマにラッキーマンと努力マンによって倒された状態で登場した。

いじめてやる星人
声 - 真殿光昭
いじめたがる星出身の宇宙人。アニメオリジナルのキャラクターで、原作の薄命星人のような役割。漫画などによく出るバイキンのような姿で、戦闘シーンは航空写真のような上空からのアングル（ラッキーマンたちは小さくて見えない）で展開。ラッキーマンのラッキーによりウルトラフォーク&ナイフに衝突されて倒れた。

チョコレートマン
「ジャンケンポン あっチョキで勝ったらチ・ヨ・コ・レ・イ・ト星」という長い名前の星出身の宇宙人。体がチョコレートでできており、炎や熱で溶かされても自在に変形できるようになるだけで死ぬことはない。チョコレートがエネルギー源であるため、バレンタインデーに大量のチョコレートを手に入れようと、子分である愛のキューピットを洋一の学校に忍ばせて生徒たちのチョコレートを盗ませた後に姿を現した。努力マンにチョコを食べさせて鼻血による貧血で動けなくした後、ラッキーマンの全身をチョコで覆って窒息させて倒そうと飛び掛かったがラッキーでよけられ、その後ろにあった工事用のセメントに飛び込み混ざって戻れなくなってしまう。そのまま破損した校舎の壁に塗り固められて再起不能になった。

借金トリマン（しゃっきんトリマン）
声 - 二又一成
悪徳サラ金星出身の宇宙人。借金取りと鳥を足して2で割ったような外見で、「ピヨピヨー」と鳴く。背中には「からじしぼたん」と書かれている。「星が高い所にあるから」というめちゃくちゃな理由でとんでもなく高い利子を付けて、借金をした地球人の鈴木を、経営していた会社の倒産と家族との離別に追い込み、さらにそれ以来鈴木の自宅に住み込んで借金を返すように強要していた。鈴木が洋一から貰った「幸せを呼ぶペンダント」を奪うも、ペンダントにラッキービームが反射した際、ペンダントの効果だと信じていなかったため、天井からの落下物を受けて倒れた（原作では短刀が頭に刺さって出血多量死、アニメではビームによってくり抜かれた天井から落ちてきた家具に押し潰された）。

おっかけマン
声 - 辻親八
親衛隊星出身の宇宙人。15年前に、アイドルだった追手内伊八代を見て一目ぼれし、懐かしのアイドルが集合する番組の収録に乱入し結婚前提で伊八代を連れ去ろうとするファンとは言い難い身勝手な性格。しかし、ラッキーマンのラッキーと、伊八代を救うために立ち上がった追手内止郎によって倒される。
アニメでは、サインをした相手を攻撃するおっかけギャル1号（声 - 荒木香恵）・2号や、写真に写した相手を動けなくするカメラを使用して努力マンを苦しめたが、ラッキーマンにはいずれもラッキーによって阻まれてしまい通用しなかった。

爆弾マン（ばくだんマン）
声 - 鈴木勝美
バクハツ五郎星出身の宇宙人。球状の爆弾に手足が生えたような姿。特撮のヒーロー「カッコマン」の衣装を奪い、変装してテレビ局を破壊しようとする。へそは自爆スイッチになっており、ラッキーマンがそれを押してしまったために自滅を余儀なくされるが、道連れにしようとラッキーマンの腕を掴み、更には偶然背中のロケットに火が付いたことでラッキーマンごと空高く飛び上がってしまう。しかしラッキーマンの手が手袋からすっぽ抜けた事で脱出されてしまい、そのまま1人で自爆した。

ご飯マン（ごはんマン）
声 - 高木渉
ハラヘリヘリハラ星出身の宇宙人。凶悪宇宙人四天王の1人で、謎の宇宙人「への306号（-さんまるろくごう）」の手下の1人。ご飯が盛られた茶碗の姿をしており、胴体には「めしくったか?」と書かれている。毒ワサビ入りの寿司を食べさせようとするが、こっち矢によって見破られる。ラッキーマンが口を開けている隙を見て、ご飯を無理矢理食べさせて動けなくさせた。水が大の苦手であり、ラッキーマンの嘔吐により海に落とされたことでご飯が拡散してしまい敗北。その直後やってきた魚と大食いマンによって食べられてしまった。

大食いマン（おおぐいマン）
声 - 千田光男
TVチャンピオン星出身の宇宙人。凶悪宇宙人四天王の1人で、謎の宇宙人「への306号」の手下の1人。その名の如くの大食漢だが、見た目は物凄くガリガリに痩せている。口に入れたものを100分の1にする 能力を持つが、ラッキーマンの出した食べ物はなぜか小さくならず、先に飲まれていた努力マンの脱出を阻害する形となった。ラッキーマンのラッキーによって、自らのナイフで胴体を真っ二つにされて敗北。「血も涙もない凶悪宇宙人」であるため、切られても出血しなかった。

キッチンマン
声 - 鈴木勝美
吉本ばなな星（アニメでは夕食ばんざい星）出身の宇宙人。凶悪宇宙人四天王の1人で、謎の宇宙人「への306号」の右腕。その名の通り全身がキッチンになっている。秘密基地の上に位置する目立家にこもってしまうが、自らのガスコンロのホースからガスが漏れていたことに気付かず部屋に充満してしまい、帰宅したスーパースターマンが風呂に入ろうとしてマッチで火をつけたことによるガス爆発に巻き込まれ敗北。死亡したかと思われたが、かわいいコックさんマンの命令で再び立ち上がり、彼と合体して合体コックマンのキッチンとなった。

かわいいコックさんマン→合体コックマン
声 - 堀内賢雄 / 合体コックマン：金尾哲夫
実は葉っぱじゃないよカエルだよカエルじゃないよアヒルだよ6月6日に雨ザーザーふってきてコッペパンふたつ豆みっつあっという間に星出身の宇宙人で、絵描き歌のかわいいコックさんそのままの外見をしている。凶悪宇宙人四天王のボスである「への306号」の正体だが、見た目通り非常に弱い。しかし、キッチンマンと合体することで凶悪宇宙人の本性を現した「合体コックマン」となり、表情も険しくなって途端に強くなる。ラッキーマンと努力マンを捕らえた後に油で揚げてヒーローフライにしようとしたが、ラッキーマンのラッキーにより逆に自分がフライになってしまい敗北した。その後、彼の秘密基地は目立家の新たな住居として利用され、さらにその後のよっちゃん編序盤にて、努力マン（及び目立家）がヒーロー星へ向かう際の宇宙船として使用された。
原作では地球を納豆漬けにしようとしたのは、全宇宙の食糧危機を救うためと銘打っているが（結果的には宇宙の支配者になろうとしていたに過ぎない）、アニメでは単に納豆が好きだからという理由だった。

女房ウーマン（にょうぼうウーマン）
声 - 藤木聖子
アニメオリジナルキャラクター。前述のおやじマンの妻で彼と共に24話に登場した。おやじマンと共謀し、シンデレラのガラスの靴を自分のものとすり替えることで憧れていたお姫様になろうと目論むが、（です代似の）ですレレラと偶然足のサイズが同じだったことで、彼女と王子の奪い合いを繰り広げることになる。最後はラッキーマンのラッキーで同士討ちとなり、「お姫様になろうとした私がバカだった」とおやじマンと泣きながら抱き合い、夫婦に絆を見せた。また彼女の計画のせいで王子はですレレラと無理やり結婚する最悪な結末を迎えた。

極悪教師マン（ごくあくきょうしマン）→善良教師マン（ぜんりょうきょうしマン）
声 - 荒川太郎
教育委員会星出身の宇宙人（アニメで判明。原作では出身星を言わなかった。）。頭には線香（→先公）を、両肩にはティーカップと湯飲み茶碗（tea・茶→teacherのダジャレ）を乗せている。ラッキーマンたちがへの306号と戦っている間に生徒たちを洗脳し、洋一のクラスの担任になっていた（アニメでは洋一の担任教師に変装してクラスに侵入し、正体を明かした後に生徒たちを一斉に洗脳している）。美代にラッキーマンを攻撃させるもそれにより美代の洗脳が解けてしまい、ラッキーマンも本気で怒ったことで「特吉」に覚醒し、「特吉」の力により逃走中の毒蜘蛛に刺されて敗北した。
その後原作では教育委員会によって蘇生・改造され、「善良教師マン」として教師を続ける。「善良 - 」になって以降は顔つきも穏やかになり、さっちゃん編終盤の校庭での酒盛りを注意する校長を「今日は特別な日だから、自分がクビになってでもやらせてやってほしい」と説得するなど、生徒達からの人望も厚くなった。

#### よっちゃん編
3割!4割引!はあたり前星人（さんわりよんわりびきはあたりまえせいじん）
声 - 松本保典
アニメオリジナルの宇宙人で第32話に登場。ヒーロー協会がヒーローの活動を禁止した噂を聞き地球にやってきた。町中の女性を凍りつかせていたが、努力マンによって呆気なく叩きのめされて爆死した。しかし、彼が倒された後、ラッキーマンの登場を楽しみにしていたギャラリーから努力マンは酷い非難を受ける羽目となった。
ヒットマン
声 - 大友龍三郎
よっちゃん（世直しマン）が雇った殺し屋宇宙人。ドクロのような顔をしている。
ライフルや変装を駆使して会長の命を狙うが、ラッキーマンのラッキーにより戦闘不能となり変装も暴かれる。その後友情マンの手当てで回復するが、よっちゃんの居場所を喋ろうとした途端、裏切り行為とみなされ、体内に仕掛けられた小型ロボットによって殺された。
高性能盗聴器アンド殺人鬼（こうせいのうとうちょうきアンドさつじんき）
声 - ガモウひろし
ヒットマンの頭の中に潜み、彼を殺害した小型のアリ型ロボット。自爆装置付きで顔には「よ」と書かれている。
アニメ版では「殺意アリ（さついアリ）」という名前がつき、作者のガモウひろし自身が声を担当。「裏切り者には愛の斧アリ」などと機体独自の声で喋っていた。
お手手戦隊指レンジャー（おててせんたいゆびレンジャー）
世直しマンの配下の5人の戦士で、通称「よっちゃんの右腕」。ヒーロー星をわずか10分で壊滅させた後、ヒーローチームと5対5の勝ち抜き戦を繰り広げた。
スピードマン
「お手手戦隊指レンジャー」の1人、「小指グリーン」の真の姿。勝ち抜き戦の先鋒を務めた。

スライムマン
声 - 相沢正輝 / 薬指イエロー：真殿光昭
「お手手戦隊指レンジャー」の1人、「薬指イエロー」の真の姿。勝ち抜き戦の次鋒を務めた。体がゲル状物質（スライム）でできた宇宙人で、伸縮・変形自在なのはもちろん自らの意思で体の硬さを変えることもでき、これにより体内に閉じ込めるなどした相手の動きを封じることも可能。
その能力を駆使して勝利マンを追い詰めるが、勝利マンの捨て身の自爆でバラバラになった時に撒き散らされたトンカツ油のせいで滑って破片同士くっつくことができず、元通りに再生できなくなり降参する。しかしその後唯一自由だった片手でトンカツ油の瓶の破片を持ち、傷ついた勝利マンに近づき殺害を謀るが、彼が吸っていた煙草で火をつけられ、焼き払われて最期を迎えた。
原作では登場時に「スライムダーンク」などと言っていたが、アニメではこのセリフが「スライムダンス」に変更されていた。
後期OPでは努力マンとスーパースターマンのコンビに倒されていた。
パワーマン
声 - 松本保典
「お手手戦隊指レンジャー」の1人、「中指ブルー」の真の姿。名前どおり筋骨隆々の、人間の胴体をわしづかみにするほどの巨体の宇宙人であり、シッタカマンにどうやって指レンジャースーツに入っていたのか不思議がられていた。会場の観客席を引き千切って放り投げるほどの怪力を持ち、鋼鉄マンを槍などの武器に変形させることで無双の強さを誇る。胸には血液から餅が飛び出した絵（血から餅→力持ちのダジャレ）がある。
勝ち抜き戦の中堅を務める予定だったが、「二人でも三人でも束になってかかってこい」と嘯いた勝利マンの発言を受けて鋼鉄マンと共に登板し、勝利マンと努力マンのコンビと戦った。鉄下駄を脱いだ努力マンの蹴りにも最初は耐えたものの、何度も喰らい続けるうちに不利と判断すると目立の妹・真千子を人質にして努力マンを倒そうとした。しかしラッキーマンのラッキーと勝利マンによって真千子が救出された後、怒り心頭の努力マン（怒力マン）にメッタ打ちにされた末、蹴りで吹っ飛ばされて星にめり込んだ。生死は不明だが、勝利マンがスピードマンとの再会時に「（スピードマンに対し）こいつだけ殺していなかった」と発言している。
後期OPではラッキーマンのラッキーサーベルで胴体を真っ二つにされて倒された。
鋼鉄マン（こうてつマン）
声 - 坪井智浩
「お手手戦隊指レンジャー」の1人、「人差し指レッド」の真の姿。ダイヤモンドよりも硬い身体を持ち、棍棒や槍など、様々な武器の姿に変形することが可能で、パワーマンの武器ともなる。なお、額には蚊と鯛の絵（カ・タイ→硬いのダジャレ）がある。
勝ち抜き戦の副将を務める予定だったが、上記の通りパワーマンと共に登板。相方であるパワーマンが倒された後、不意を突いて努力マンの胸を貫いたが、彼の持ち前の努力によって鉄ゲタに突き立てられ、動けなくなったところを顔面ファイアーによって熔解された。
天才マン（てんさいマン）
「お手手戦隊指レンジャー」の1人、「親指グンジョー」の真の姿。勝ち抜き戦の主将を務めた。

アイスマン
声 - 不明
友情マンの回想に登場した氷河星の宇宙人。全宇宙を氷付けにしようと企んでおり、ヒーロー協会の指令で来た勝利マンと友情マンを凍らせて追い詰めたが、勝利マンの捨て身の攻撃で全身を溶かされて敗れた。
よっちゃんの手下
声 - 岩永哲哉
手と舌の絵（手・舌→手下のダジャレ）が描かれたマスクを付けている世直しマンの手下の1人。彼の側近のような役割を務めており、初登場時には「ちゃん」の後に「様」を付けるのを疑問に思い、親しみを込めて「よっちゃん」と呼び捨てにし叱責を受けていた。世直しマンと共にモニター室で試合を観戦し「いざとなったら自分が出て行き倒す」と宣言するも、直後に地割れから落下してきたラッキーマンの下敷きになりあっさり倒れてしまう。その後、要塞内を偵察に来た友情マンによって助けられるが、その見返りに指レンジャーの情報を彼に提供する結果となった。
強盗星人（ごうとうせいじん）
世直しマンの回想に登場。非力星を力で支配し食料や資源を奪っていた。世直しマンの家族を自分に反抗した見せしめとして殺害するが、そのことが世直しマンに強大な力を与えるきっかけとなり、自身も復讐に遭い殺されてしまう。

#### よっちゃん編とさっちゃん編の間
ラブレターコレクターマン
久々の宇宙人登場星出身の宇宙人で、巨大なラブレターの身体をしている。洋一のラブレターを奪い、ラッキーマンをハート型シールで壁に貼り付けて止めを刺そうとしたが、高速道路から落下してきた麻理亜のバイクが直撃して死亡した。
バレーボールマン
アタックナンバーはV星出身の6人のバレーボールチーム。バレリーナのような衣装を身に付けているが全員男性である。ヒーロー達とバレーボールで対決しマッチポイントまで追い詰めるも、偶然ボールに貼りついた爆弾の爆発に巻き込まれ対戦不能となり、そのままヒーロー達の勝利となった。
6対1じゃ勝てっこねーよ星人
どうでもいい星出身の宇宙人。前述の薄命星人のような役割で登場し、地球にいたヒーロー達にあっけなく倒されている。あまりに悲惨な扱いから、ギャラリーからも最早ただのいじめと見られていた。

#### さっちゃん編
チカラジマン
裏宇宙人の1人で、自称裏宇宙一の力持ち。頭部が「力」の漢字のような形をしている。それまでさっちゃんに逆らった者達をすべてその手で握りつぶしてきたという。世直しマンと戦うが両腕をあっさり折られ、鉄兜を無理やり取られて爆死した。勝利マンには「パワーマンの親戚」と言われていた。
デコレーション・ハリー
裏宇宙人の1人で、自称裏宇宙一のアイドル。目にも留まらぬ早さで狙った場所に正確に針を打ち込む技を持つが、実際は観客席にいる大勢の女性ファンに針を仕込んだペンライトを持たせて攻撃させていただけであった。だがトリックを見破った天才マンによって女性ファンの心を奪われ、一斉に針を浴びせられ敗れる（ただし、女性ファン達のうち2人だけはハリーのファンのままだった）。天才マンには「名前通りデコレーション（飾り）に過ぎない」と皮肉られている。
双子の番人
裏宇宙人。野球選手のような姿であり、凄まじい硬さを誇る球場を更に硬いバットとボールで破壊していた。「ポップコーン正一・正二」、「工藤兄弟」などと話すたびに違う名前を名乗っていたので正式な名前は不明。さっちゃん曰く「倒すのには2日かかる」ほどの実力の持ち主だったのだが、ラッキーマンと男のロ・マンのコンビと戦う前の帽子を取る挨拶で、うっかり鉄兜を自ら取ってしまい戦わずして自爆した。
三太・サターン（さんた・サターン）
裏宇宙人の1人。名前どおりサンタクロースのような姿をしているが凶悪な顔つきで、「メリークリスマス」とは言わず、「メリーゴーランド」「メリー・ポピンズ」など「メリー」と付く単語を口にしていた。吸い込んだ者をオモチャに変えてしまう袋が武器。努力マンの活躍でその袋に閉じ込められ、逆にオモチャにされてしまった。最後のコマでは元の姿とは打って変わって笑顔でクリスマスを祝っている。
越谷太郎（こしがやたろう）
裏宇宙人の1人。さっちゃんの父が全裏宇宙人に取った、「裏宇宙で誰が1番強いと思いますか?」アンケートでわずか0.1%の票を得ていた（残りの99%はさっちゃん、0.9%は救世主マン）。ヒーロー達に「越谷太郎っていったい…」と言われていた。実際に戦闘能力は極めて高く、勝利マンや世直しマンSZGを一撃で倒し、ボスであるさっちゃんも最強無敵の越谷太郎と呼んでいた。一切喋らずに感情を見せることもほとんどないが、ラッキーマンに攻撃を避け続けれられた際には感情的になっていた。最後はヒーロー全員の合体技「NAI NAI 16（ナイナイシックスティーン）」で倒され完全に消滅した。腰に矢が付いている。

#### 悪役宇宙人商会編
さっちゃん編と大宇宙編の間で展開したエピソード。短期間で終了し、そのまま大宇宙編になだれ込む形になった。
ブンボーグマン
ヘーコクヨ星出身。各種の文房具からできており、巨大なセロテープや鉛筆削りも使う。ラッキーマンを巨大鉛筆削りに入れて倒そうとしたが、ラッキーによって逆に自分が引きずり込まれて粉々に削られ、そのまま風で飛ばされてしまった。
ボンサイマン　
社長が社員公募の際に例に挙げ、次回の本編に登場。紹介時は（盆栽と凡才の洒落で）天才マンに対抗するキャラだったがラッキーマンと戦い、最後は勝利マンによって倒された。能力も異なる。
バイクマン
社員No.750番。ナナハン体形をしている。ハヤカワヒカル星の出身。交通違反を広めるべく女暴走族の麻理亜に近づき、かつ努力マンの彼女への想いに付け込み（正体を知られまいと）変身できないまま倒そうとしたが、最後は覚悟を決め変身した努力マンによって上空へ蹴り上げられ倒された。
ラジコンヒコーキマン
スネオクンガモッテソウ星出身。バイクマンが杉田努力を追い込んでいる間にラッキーマンを追いかけるが、上記の蹴り上げられたバイクマンと激突し最期を遂げる。
大ヤマン
五箇所でヒーローと1対1の戦いを行う作戦にあたり、努力マンと相対するマサコチャン星出身の宇宙人。放置しておけば際限なく肥大する。しかし努力マンの「塵も積もれば山となる」を体現した蹴りの連発により体制を崩されて敗北。
ジャンケンマン
アイコチャン星生まれ。じゃんけんで無敗を誇る勝利マンへの対抗馬。結局は実力のグー（パンチ）に敗れる。
コンピューターマン
出身はジミーチャン星。天才マンに体力が尽きるのを見越して円周率勝負を挑むが、電源を切られて敗北。
ラビットマン
関根君星から来た。人畜無害に見せかけ友情マンから勝利をもぎ取ろうとするが、彼と友達になっている古今東西のヒーローに卒倒、その友達に袋叩きにされて敗北（スーパースターマンには「友情マンはやりすぎ」とツッコまれたが、友情マン自身は「獅子は兎を倒すのにも全力を尽くすもの」「私が友達になってやると言ってるのを拒むとどうなるかの見せしめ」と一蹴した）。
全身凶器マン（ぜんしんきょうきマン）
ヤッチャン星生まれ。名前に違わぬ武器の塊であり、ラッキーマンを竦ませるが、努力マンの根気よく繰り出した蹴りに崩れた大ヤマンに押し潰されて命運をともにした。

#### 大宇宙編
ヤマトマン
第4小宇宙人でチームの先鋒。ヒーローが飛べなくなるほど重力の強い星でも飛び跳ねられる身軽さと、剣心にもかわせない（第4小宇宙人談）速さの剣術を誇る。救世主マンと戦うも自慢の一振りを空間移動であっさり背後を取られ救世拳で戦闘前に岩に刻んだ「一振り」の文字に叩きつけられて「空振り」（「一」の字に自身の体と刀を加えて「空」になった）になるという無残な姿となった。なお悪あがきするも猛トレーニングマンに見限られ処刑され、更には死体を救世主マンの身代わりにされたりと、死して尚も悲惨な扱いを受けた。
第4小宇宙チームの宇宙人
第4小宇宙のチームの宇宙人達。第3小宇宙陣営より圧倒的に人数が多く、「大勢の兵隊が必要」という戦いの過酷さを表現したが、直後に代表者3人が戦うというルールが出されたためにその力を見せることはなく、結局最後は御曹司マンが金で雇った掃除隊に全滅させられてしまった（会長も「掃除隊の方が強いのか…」と苦言を呈している）。
A子マン
第2小宇宙人の女子高生戦士で、連載当時のコギャルそのままのキャラ。本名は「第2小宇宙私立M女子高校2年B組A子マン」と長い。第2小宇宙神を（援助交際相手の意味で）「パパ」と呼ぶ。香取慎吾の大ファン。ラマンと戦う。今時の女子高生らしいところが何一つないラマンをバカにするが、ラマンが終始押されるほどの戦闘力も備える。しかし最後はラマンの作戦にかかり、胸ポケットに入れていた携帯電話の着信音を慎吾からのものと思い込み、試合場から駆け出して試合放棄した。
記憶をかえる能力はすごいが中身は貧弱だったマン
第2小宇宙チームのキャプテンで、勝利マンと天才マンの記憶を操作し第2小宇宙陣営に引き入れていた。初登場時は全身にオーラを纏ったような外見だったが単なる見せかけであり、記憶が戻った勝利マンによって真の貧弱な姿が露見し、ボコボコに叩きのめされて呆気なく倒れてしまった。
第5小宇宙・宇宙三球士
野球対決で登場した3人組。メンバーの名前の由来は1960年代の流行語「巨人・大鵬・卵焼き」から。第3小宇宙に押される勘ピュー太マンに業を煮やし、マウンド入りすると見せかけて引っ込むというボケを繰り返した末に参戦。最後は第3小宇宙チームに敗れるが、負けを認めて握手を求めるというスポーツマンシップも持つ。
きょじん
読売ジャイアンツのマスコット、ジャビットがモチーフ。巨体で相手選手を押しつぶすのが得意。体の大きさを縦長や横長に変化させることができる。
たいほう
大鵬幸喜ではなく兵器の大砲がモチーフ。体の大砲で送球や打撃を行い、相手選手をつぶすのが得意。
たまごやき
その名の通り卵焼きがモチーフ。2つに割れるボール「スモールエッグボール」を用いる投手。生卵や茹で卵に変化することができる。
SNAP!?（スナップ!?）
第10小宇宙人で構成された5人グループ。「!?」以外は、それぞれの名前の頭文字が由来になっている。当初は指レンジャー同様に本来の姿の体積を無視したコスチュームに身を包み、アイドルグループ風に登場してSMAPの「がんばりましょう」を歌っていた。
関取マン（せきとりマン）
「S」の正体。肩にドスと鯉が付いており、額にスモモの絵がある。餃子の早食い対決で勝利マンをあと一歩のところまで追い詰めるが、“空吉”状態から回復してきたラッキーマンのラッキーにより敗れた。その後ラッキーマンを試合場の前の校舎に誘い込んで暗殺を謀ったが、ラッキーによって起きたガス爆発に巻き込まれ死亡した。
にやけたおやじマン
「N」の正体。見た目はただの酔っ払った中年男性だが、実はジャンケンマンの師匠であるジャンケンの達人。野球拳対決でラマンを追い詰めるが、興奮しすぎて鼻血を噴き出し自滅した。
アームマン
「A」の正体。巨大な右腕が強調されたデザイン。スーパースターマンとの腕相撲対決にあっさり勝利した。その後関取マンとともに女装してラッキーマン暗殺を謀ったが、ガス爆発で関取マンと一緒に死亡した。ラッキーマンばりにラッキーと連発していた。
ピノ（ピー）男マン
「P」の正体。ピノキオの様なデザイン。鼻の高さ対決でスーパースターマンをあっさり敗った。しかしその後、1人で海に遊びに行ってクジラに食われたらしい。子供で正体を明かしてからは言動も子供になった。「ピー」の部分は最後まで不明だった。
武道マン!?（ぶどうマン）
「!?」の正体。最後の記号までが名前である。男のロ・マンとの真剣勝負で相打ちになり戦闘不能になる。以降、意識不明の重体となる。
箱の中でボールを操作してるマン
名前の通り、第3小宇宙代表を決めるくじ箱の中に忍び込んでボールを操作していた小さい宇宙人。他の箱に入っていた2人に比べてかなり強く、退治するために箱に入った勝利くんを追い詰めるが、勝利くんが取り出したダイナマイトの爆発に巻き込まれた直後、勝利マンによって吹っ飛ばされてしまった。
ピーナッツマン
オマメマン
残り2つの箱に入ってボールを操作していた小さい宇宙人。努くん、友情ちゃん（とその友達）によって倒された。

#### 裏大宇宙編
最終話の2話前に1話だけ展開したエピソード。
裏大宇宙人
大宇宙と「開かずの扉」によって繋がっている裏大宇宙より、大宇宙の侵攻を目論んでいる凶悪な宇宙人達。ラッキーマンが大宇宙神として豪遊している頃には既に侵攻を開始しており、開かずの扉を開こうとしていた。しかしラッキーマンが大宇宙神用の絶対壊れないマイクを開かずの扉の鍵穴に誤って突っ込んでしまったことで、文字通りの「開かずの扉」になってしまい、あっさり侵攻を諦めて帰って行った。

#### 最終話
タランチュラ星人
原作最終話に登場した敵。「クモは悪い害虫を食べるからいい奴なのよねーって考え方もあるのよね星」出身の蜘蛛のような姿をした宇宙人。ラッキーマンではなくなった洋一を「千手クモクモパンチ」で圧倒し、その直後にスーパースターマンが洋一を不慮の事故で死なせてしまい、見代が洋一を理不尽に罵倒した際に「まあまあ、2人とも君のために戦っているんだから」と諫めるなど、敵でありながら思いやりのある一面も持ち合わせている。しかし、洋一がラッキーマンに戻った際、最後のコマで興奮した見代に殴られてあっさり倒れてしまう。

## その他
G-5（）
声 - 千田光男
よっちゃん編以前のエピソードに登場。です代の家が所有するサッカードームでコーチをしているロボット。アルシンドのような髪形をしており、金色をした文字通りの「黄金の両足」を持つ。洋一たちとの練習中、努力が蹴ったボールが勢いよく命中した衝撃で回路が故障し、丸い物を手当たり次第に蹴飛ばすようになってしまった。努力マンの「石の上にも三年」の模様を見て彼を瞬殺し、更には自分のラッキーに慢心したラッキーマンを蹴飛ばして顔が変形する程の重傷を負わせるが、最期は視界に入った太陽に向かっていき、蹴飛ばすと同時に燃え尽きた。
アニメでは、視界に入った標的に丸い要素があるのかを判定してから行動に移っており、努力マンも当初は自分が攻撃されることはないと思っていた。最期の描写も一部が変更されており、ラッキーマンの顔が変形したためターゲットとして判定されず、次の狙いを定める内に視界に入った太陽に突撃した。
オープニングナレーション
声 - 矢島正明
アニメ版において、オープニングテーマの前のアバンタイトルに挿入されていたナレーションの声。
ガモウひろしの他作品の登場人物
ヒーローグランプリのモブキャラとして、臨機応変マンやスーパーボーヤケンちゃんが登場している。
なお、これら以外にも「もやしマン 」など、数多くの人物や宇宙人が登場しているが割愛する。